# Olivier Debré
Pour les autres membres de la famille, voir Famille Debré.
Olivier Debré, né le 15 avril 1920 à Paris où il est mort le 1er juin 1999, est un peintre, graveur et sculpteur français, représentant majeur de l’abstraction lyrique.
Il est le fils du professeur Robert Debré, le frère de Michel Debré, le père de Patrice Debré et Sylvie Debré-Huerre, et l'oncle de Bernard Debré et de Jean-Louis Debré.

## Biographie

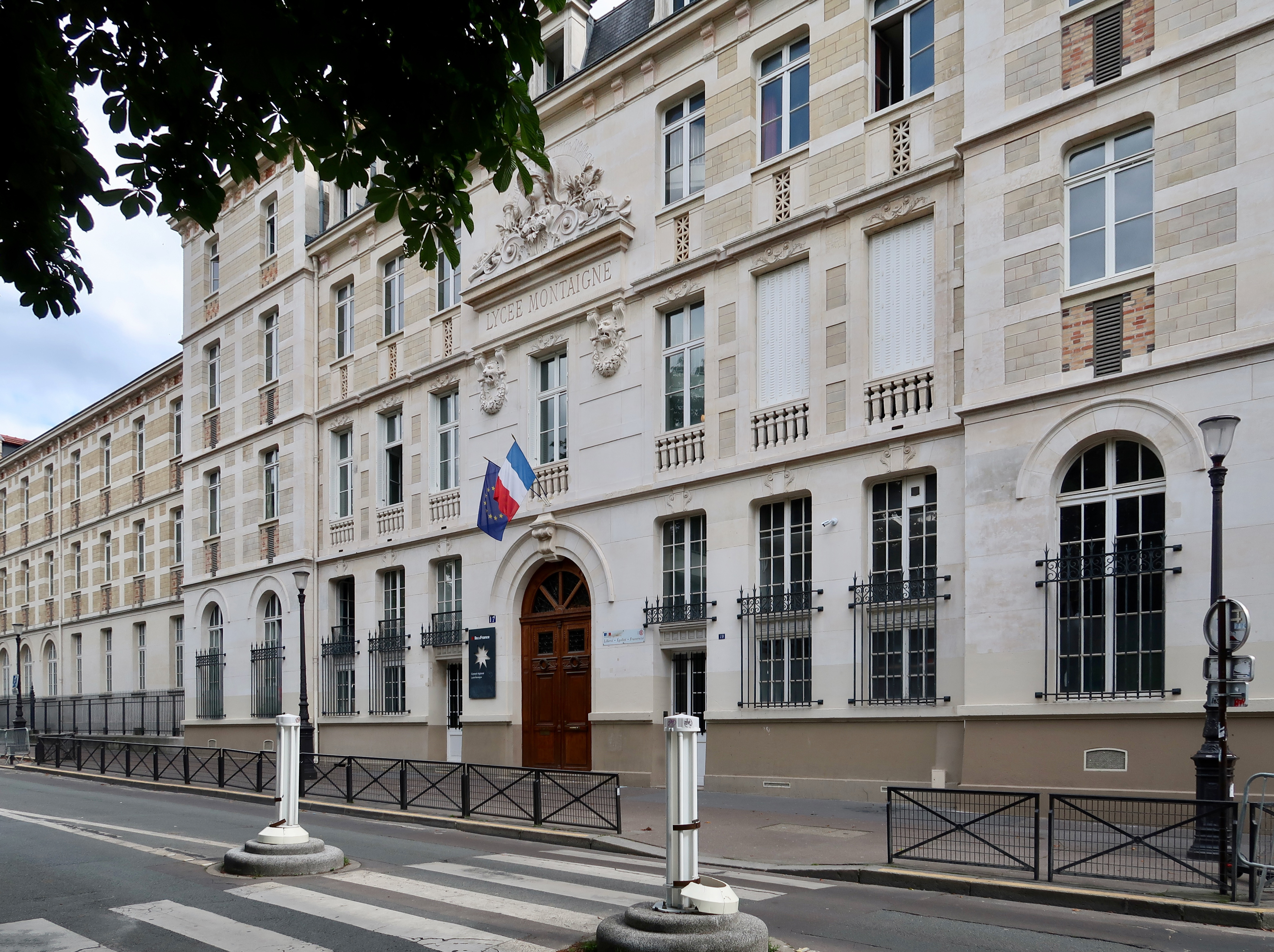
Lycée Montaigne (Paris).

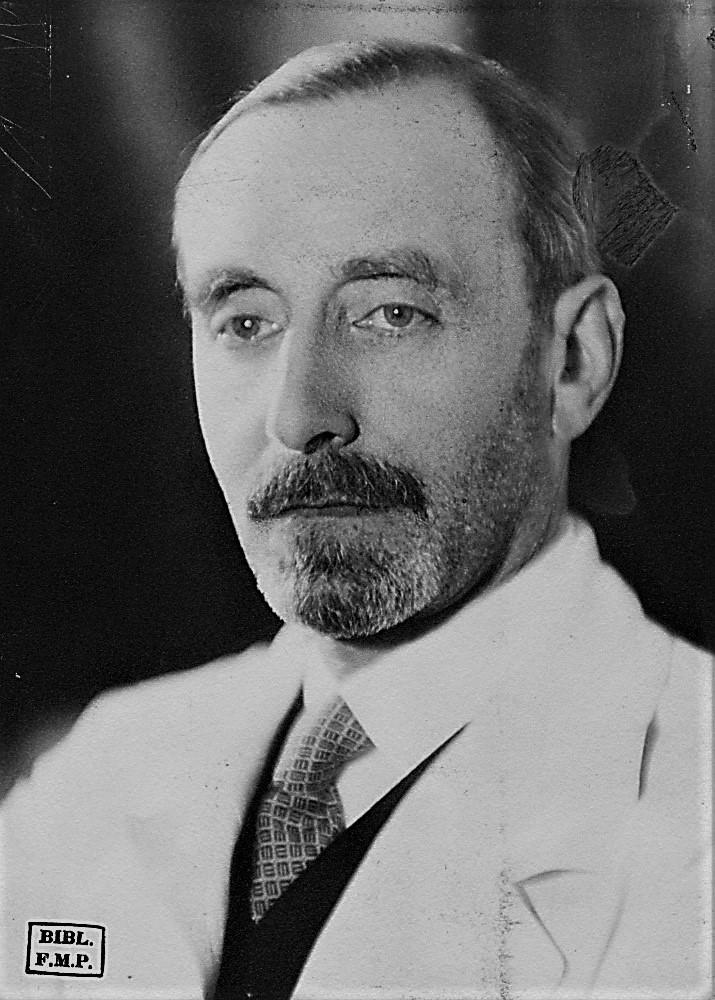
Robert Debré.

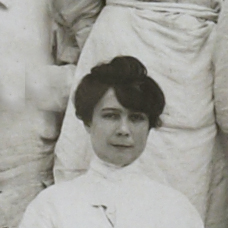
Jeanne Debat-Ponsan.

### Famille et formation
Troisième enfant de Robert Debré et de Jeanne Debat-Ponsan (fille du peintre Édouard Debat-Ponsan), le jeune Olivier est un bon élève au lycée Montaigne à Paris.
Il passe ses vacances à Nazelles dans la propriété de son grand-père maternel, Édouard Debat-Ponsan, puis, à partir de 1933, dans le domaine Les Madères acquis par son père à Vernou-sur-Brenne, dont il hérite avec sa sœur en 1978 et où il a installé depuis lors un de ses ateliers.
Après avoir passé la seconde partie de son baccalauréat de philosophie, il s'inscrit en 1937 pour des études d'architecture à l'École des beaux-arts de Paris dans l'atelier de son oncle Jacques Debat-Ponsan, et s'inscrit à la Sorbonne pour une licence d'histoire qu'il obtient en 1942. Il fréquente l'atelier de Le Corbusier.

### Premières œuvres
En juin 1937, il subit un choc en voyant, exposé au pavillon de l’Espagne de l’Exposition internationale à Paris, le Guernica de Pablo Picasso. Georges Aubry, dont la galerie est située rue de Seine à Paris, l'encourage en l'exposant le premier. Il est remarqué par Dunoyer de Segonzac et Picasso qu'il rencontrera en 1941, ce dernier l’invitant à son atelier 7, rue des Grands-Augustins pendant l’hiver 1942-1943. C'est à cette époque que Georges Aubry expose ses premières toiles abstraites.
Entre 1940 et 1943, il rejoint son père et son frère dans la résistance des maquis. En 1944, il épouse Denise Coulon, qui est l'arrière-petite-fille d'Eugène Scribe et la petite-nièce de Camille Pelletan, avec qui il aura deux enfants, Patrice et Sylvie. Il peindra dans la propriété familiale de sa femme à Saint-Georges-de-Didonne ainsi que sur le port de Royan jusqu'à sa mort. Durant la Seconde Guerre mondiale, son art est marqué par l'expression graphique. Le dessin lui permet de traduire toute l'horreur de la guerre : Le Mort de Dachau, Le Sourire sadique du Nazi, Le Mort et son âme. En 1946, il installe un atelier à Cachan, il y peint une toile de 8 m de long : La Vérité et la Justice poursuivant le crime. Il rencontre André Lanskoy.
En 1949, il présente sa première exposition personnelle à la galerie Bing, à Paris, marchand de Chaïm Soutine et de Modigliani. À l'automne, Olivier Debré installe un second atelier au 11, rue de Saint-Simon à Paris. Il est invité pour la première fois au Salon d'automne auquel il est resté fidèle. C'est à cette époque qu'il fait la connaissance de ses grands aînés, les peintres abstraits Hans Hartung, Gérard Schneider, Serge Poliakoff, Maria Helena Vieira da Silva. Il réalise ses premiers Signes-personnages,.

### Le temps du succès
Autour de 1950, il privilégie la matière et les couleurs sourdes. Olivier Debré expose à New York à la Perspective gallery. Il est invité au Salon de mai auquel il participera jusqu'à sa mort. En 1951 la librairie-galerie la Hune présente pour la première fois les gravures d'Olivier Debré. L'année suivante, il participe à son premier Salon d'octobre qui regroupe les peintres les plus significatifs de l'art non figuratif et abstrait. Il y côtoie Geneviève Asse, Claude Bellegarde, Francis Bott, Jean Degottex, Pierre Dmitrienko, Jacques Doucet, Jacques Germain, Charles Lapicque, Jean Messagier, Kumi Sugaï, Zao Wou-Ki, parmi d'autres. 1953 correspond à une période charnière dans l'œuvre d'Olivier Debré qui délaisse les signes-personnages pour les signes-paysages qui sont alors, restitue Pierre Cabanne, « lieu de rencontre de ses sensations directement ressenties sur la nature et d'une pensée tendue vers la pleine et exacte connaissance ». C'est à cette époque qu'il prend conscience des possibilités multiples offertes par la technique de la lithographie qu'il n'a jamais cessé de pratiquer. Il participe pour la première fois en 1954 au salon Comparaisons. En 1956, Michel Warren organise sa première exposition individuelle à Paris. L'année suivante, la seconde exposition chez Michel Warren le fait figurer « désormais en bonne place parmi les chefs de file de l'École de Paris », écrit John Prossot dans Apollo dont la couverture reproduit le tableau exposé. Après un voyage en Espagne, il expose, en 1959, à la Phillips Gallery à Washington. Il rencontre Franz Kline, Mark Rothko et Jules Olitski. En mai, première exposition personnelle à la Knoedler Gallery aux États-Unis, avec une préface de Pierre Courthion. Il participe à Peintres d'aujourd'hui au Palazzo delle Arti à Turin.
Au tournant des années 1960, il revient au paysage, sa peinture est plus fluide avec des ponctuations de concrétions épaisses qui délimitent et créent l'espace. Il qualifie alors sa peinture d’abstraction fervente car elle symbolise l'émotion ressentie devant le paysage. En 1960, il expose à la galerie Knoedler à Paris. La presse se fait l'écho de cet événement. Durant l'été, il séjourne en Vénétie avec sa famille. L'année suivante, il effectue un nouveau voyage en Espagne avec son fils Patrice. En 1962, il voyage en Grèce avec sa famille. À l'automne, une exposition de ses œuvres a lieu au musée de l'Athénée à Genève. Il participe pour la première fois au Salon Grands et Jeunes d'aujourd'hui à Paris. Il expose un bahut en bois sculpté posé sur un socle de métal à l'exposition « Antagonismes 2-L'objet » au musée des arts décoratifs à Paris.
En 1963, double exposition à la galerie Knoedler à Paris puis à New York. C'est le poète Francis Ponge qui écrit le texte pour les deux catalogues, dont Pour Olivier Debré. La presse se fait largement l'écho de cet événement en France comme aux États-Unis ; à cette occasion, Olivier Debré retourne à New York où il rencontre Mark Rothko pour la seconde fois.

### La consécration internationale
Le temps de la maturité correspond aux grandes réalisations pour des commandes et à la reconnaissance internationale. Ainsi, 1965 marque la réalisation de grandes toiles de 1,8 × 8,8 m et 1,8 × 15 m pour le lycée Cordouan de Royan. Il participe à de nombreuses expositions itinérantes en Amérique latine et en Europe de l'Est. La première exposition personnelle d'Olivier Debré à Oslo se tient à la galerie Haaken A.Christensen en 1966. Il voyagera et peindra en Norvège jusqu'à la fin de sa vie. Une exposition rétrospective qui se tient au musée du Havre est abondamment relayée dans la presse. Une exposition a lieu à Francfort, à la galerie Appel und Fertsch.
À partir de 1967, Olivier Debré participe à de nombreuses expositions collectives et personnelles ; il figure à l'exposition internationale de Montréal « Expo 67 ». Il réalise une gigantesque peinture de 5 × 2,5 m, Signe d'homme, pour le pavillon français. C'est l'époque où paraît la première monographie consacrée au peintre par Pierre Courthion. Olivier Debré reçoit plusieurs commandes pour des établissements d'enseignement, lycées et facultés. En 1970, il réalise sa première exposition au Japon, à la Nippon Gallery à Tokyo. Daniel Abadie présente sept de ses grandes toiles au Prieuré de Vivoin et signe la préface du catalogue. Olivier Debré participe en 1971 au concours d'architecture pour le Centre Georges-Pompidou en présentant deux projets. Il continue à recevoir de nombreuses commandes et à faire des expositions personnelles. Ainsi, une rétrospective de ses œuvres a lieu au musée d'art et d'industrie et à la maison de la culture et des loisirs de Saint-Étienne, exposition reprise en partie au musée Picasso à Antibes. En 1975-1976, il fait partie, avec Pierre Alechinsky, Hans Hartung, François Heaulmé, Roberto Matta, Zoran Mušič, Edouard Pignon et Pierre Soulages, de l'exposition itinérante en France Trente créateurs organisée par André Parinaud.
De 1980 à 1985, Olivier Debré le chef d'atelier de peinture murale à l'École nationale supérieure des beaux-arts de Paris. Il réalise une céramique pour le mur extérieur de l'hôtel Nikko à Paris. De nombreuses expositions personnelles lui sont consacrées en France et à l'étranger, à Washington, au Danemark, à Houston. Il crée les décors et costumes de la pièce Racines pour le festival d'Avignon. Une rétrospective a lieu dans les musées d'Orléans et de Metz en 1985-86. Plusieurs expositions personnelles se tiennent à l'étranger, à Dakar, à Stockholm, à Genève, à Luxembourg. Olivier Debré accorde une importante donation de 170 estampes à la Bibliothèque nationale de France, et réalise le rideau de scène et de fer de la Comédie-Française, qui est inauguré en 1987 par le ministre de la culture, François Léotard et par Jean Le Poulain. Deux ans plus tard, on inaugure le rideau de l'Opéra de Hong Kong commandé par la fondation Louis-Vuitton pour la création. Ses dessins d'après-guerre sont exposés au musée d'Art et d'Histoire de Saint-Denis en 1990, avec une préface de Bernard Noël. L'année suivante, le peintre reçoit une commande de la Régie immobilière de la ville de Paris, par l'intermédiaire de son directeur, Michel Lombardini, pour un immeuble d'ateliers d'artistes et de logements dans le 13e arrondissement de Paris, 54 rue Albert, inauguré en 1993. Olivier Debré gagne le concours pour la construction, à Compiègne, de l'église Notre-Dame de la Source.

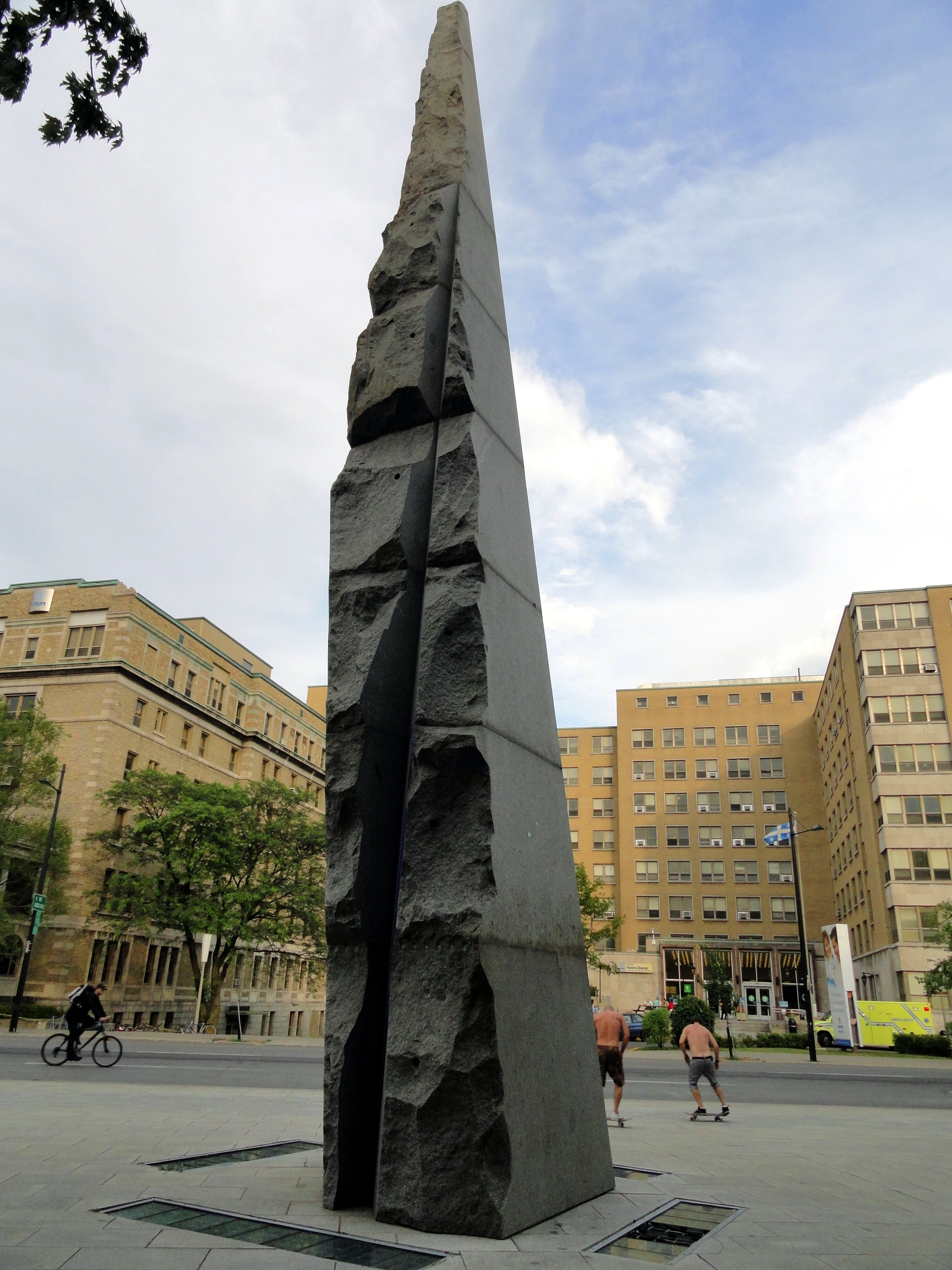
Obélisque en hommage à Charles de Gaulle, Montréal.

La consécration du peintre est également marquée par l'inauguration d'une salle Olivier Debré au musée des beaux-arts de Tours en 1992. Dans le parc La Fontaine à Montréal, est inauguré par Jacques Chirac le Mémorial du général de Gaulle commandé à Olivier Debré par le maire de Paris et offert à la ville de Montréal pour le 350e anniversaire de la cité québécoise. On inaugure également cette année-là le mur extérieur de la Villa Kujoyama à Kyoto, et l'année suivante, la céramique destinée au temple Daikakuji à Kyoto. L'année 1994 voit l'inauguration de quatre sculptures en acier pour l'entrée du tunnel sous la Manche. Le peintre réalise des fontaines pour les Autoroutes du Sud de la France.

### Les dernières années
Une rétrospective des œuvres d'Olivier Debré a lieu en 1995 à la galerie nationale du Jeu de Paume à Paris, Daniel Abadie étant le commissaire et directeur. À cette occasion, il décore vingt vases en porcelaine de Sèvres en collaboration avec la manufacture nationale de Sèvres en une série de pièces uniques qui sera vendue par le musée et la Manufacture. La rétrospective est présentée dans de nombreux pays. Le peintre réalise les vitraux pour la chapelle Saint-Maudé de La Croix-Helléan dans le Morbihan. En 1996 a lieu à Paris l'inauguration théâtre des Abbesses, œuvre de l'architecte Vandehove, où Olivier Debré réalise le rideau et les toiles tendues des galeries des balcons latéraux. L'année suivante, c'est la première à l'Opéra Bastille du spectacle Signes avec les décors et les costumes d'Olivier Debré, spectacle dans lequel Carolyn Carlson a signé la chorégraphie. Ce ballet est inscrit dans le répertoire de l'Opéra et est repris régulièrement. Enfin, en 1998, Olivier Debré réalise le rideau de scène de l'Opéra de Shanghai.
Le 17 mars 1999, quelques mois avant sa mort le 1er juin 1999, Olivier Debré est élu membre de l'Institut de France, à l'Académie des beaux-arts, au fauteuil précédemment occupé par le peintre Georges Cheyssial. À son décès,,, un hommage lui est rendu le 5 juin devant son atelier des Madères à Vernou-sur-Brenne et le 9 juin à la Comédie-Française. Il repose au cimetière de Nazelles. Son épouse, Denise Debré, est décédée le 12 septembre 2013 à 90 ans.

## L'art d'Olivier Debré
Abstraite et solidement construite dans les années 1940-1950, sa peinture a évolué à partir des années 1960 vers une spatialité qui renvoie à la liberté et à l'impermanence de la nature. Grand coloriste, son intervention sur l'espace pictural exalte la couleur. Dans les années 1970, sa peinture atteint un équilibre formel dans une suite de toiles d’un format carré.
Olivier Debré a parfois peint de très grandes toiles en faisant glisser une sorte de pinceau-balai sur la toile au sol, peignant toujours dehors, quel que soit le temps. Il a dessiné également un timbre-poste, des vitraux, peint plusieurs rideaux de scène, pour la Comédie-Française, pour l'Opéra de Hong Kong et le nouvel Opéra de Shanghai en Chine, ainsi que les fresques murales du Théâtre des Abbesses à Paris, ce qui ne se fit pas sans remous avec le directeur Gérard Violette.
Il a aussi été sculpteur et illustrateur, entre autres des livres de Michel Déon, Francis Ponge, Edmond Jabès et Julien Gracq. Il a publié quelques essais artistiques, notamment pour donner sa vision de l'évolution des formes, et proposé une nouvelle architecture adaptée à la ville contemporaine.

« Une peinture, aussi éloignée soit-elle de ce qu'il est convenu d'appeler la représentation du monde, en reste une image… Toute chose qui est participe du monde, y compris mon émotion. Les peintres qui se croient de purs lyriques décrivent le paysage de leur émotion… L'important reste l'intensité du sentiment et non le sujet, fût-il la description même de l'émotion. »

— Olivier Debré

## Expositions

### Expositions personnelles
- Galerie Bing, Paris, 1949[18].

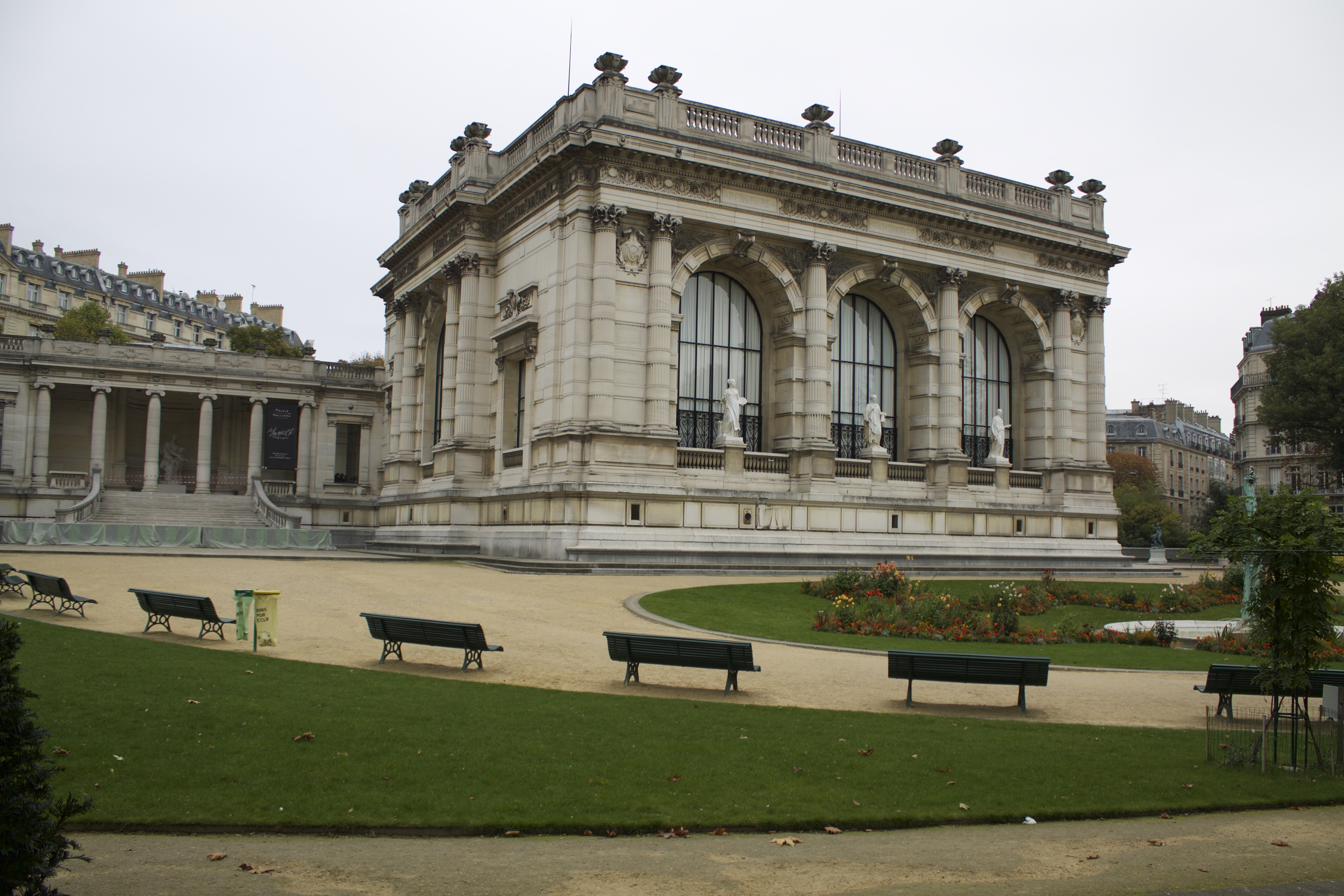
Palais Galliera, Paris.

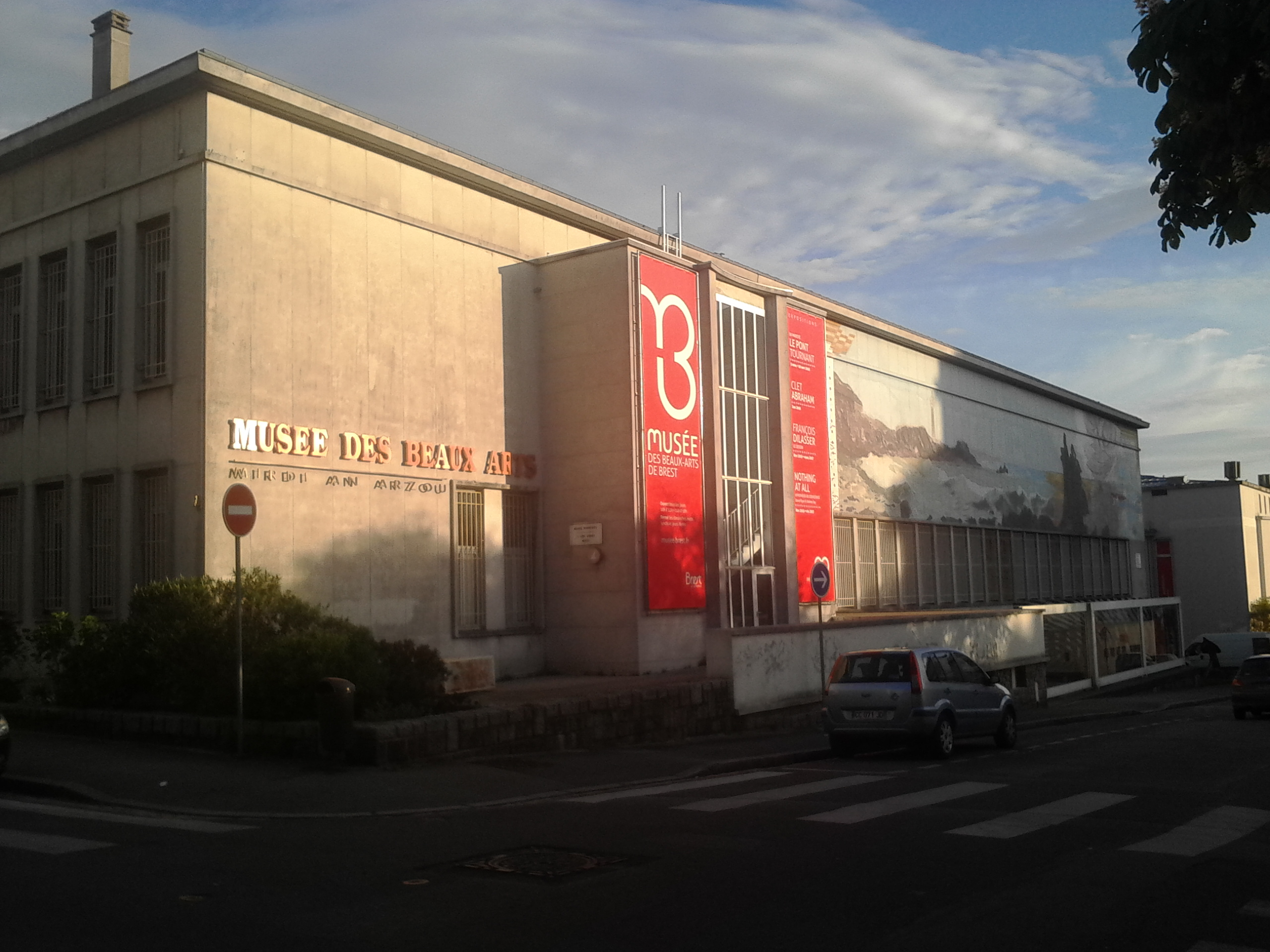
Musée des Beaux-Arts de Brest.

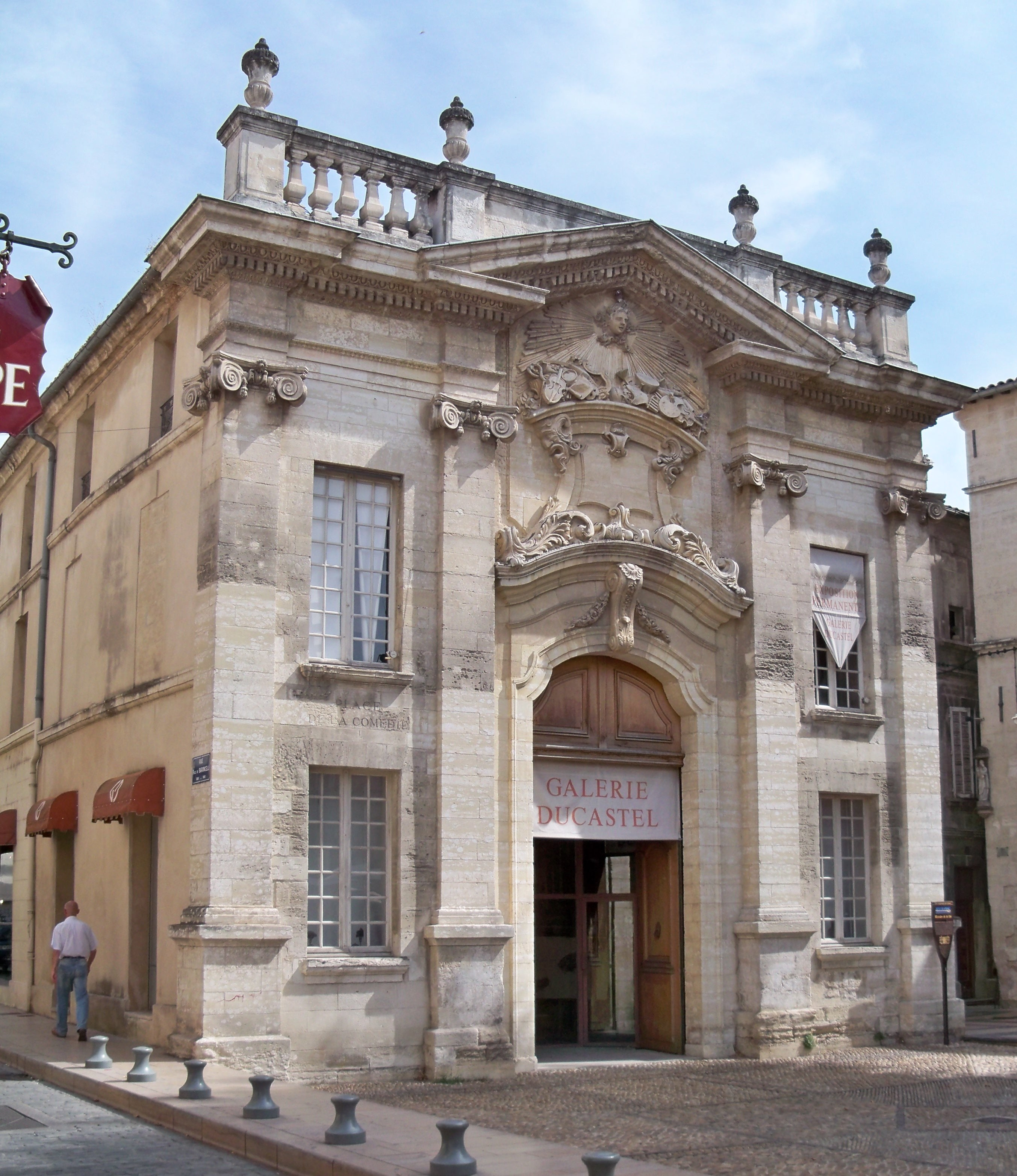
Théâtre Louis-XIV de la place Crillon, Avignon.

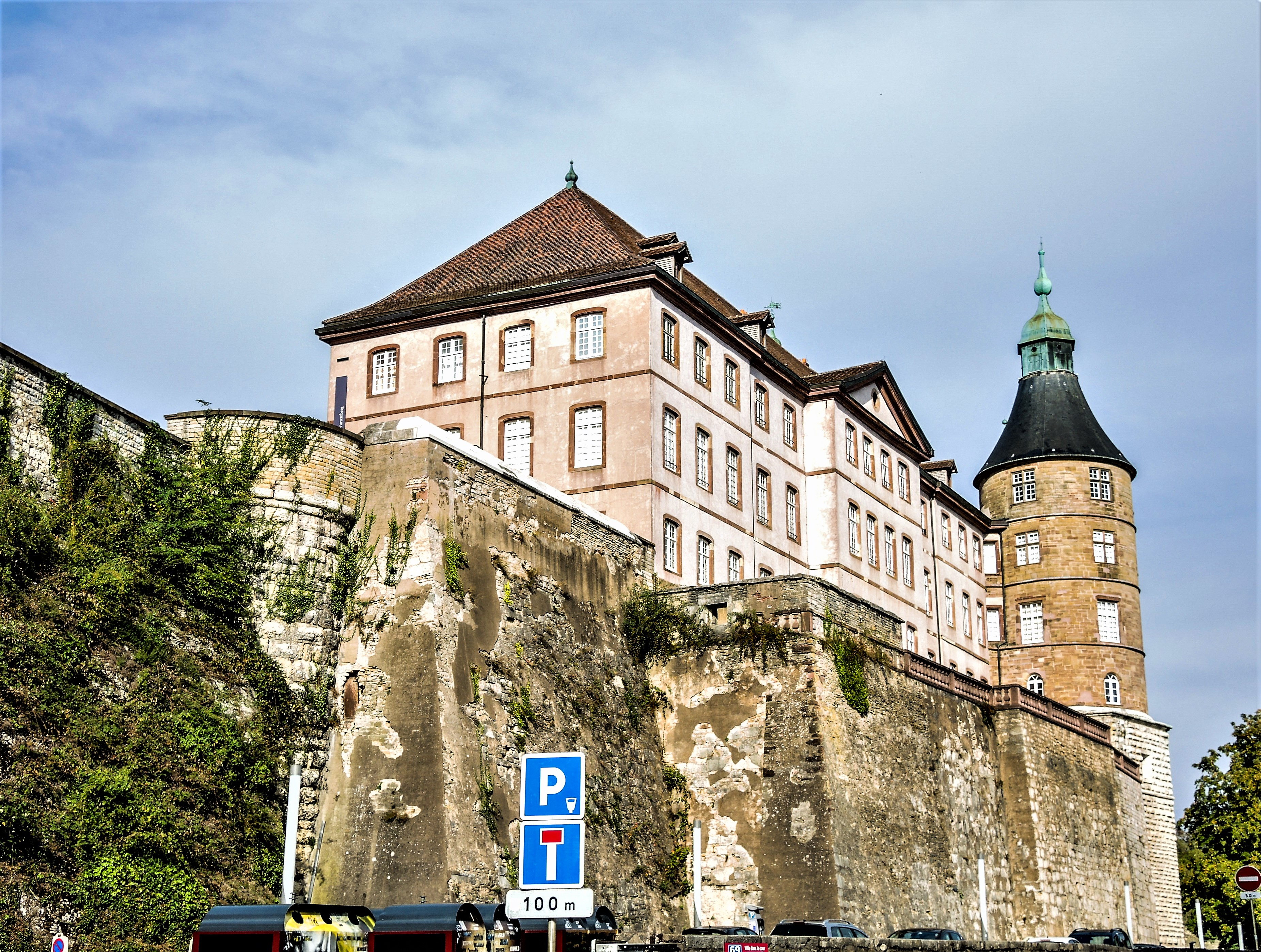
Château des ducs de Wurtemberg, Montbéliard.

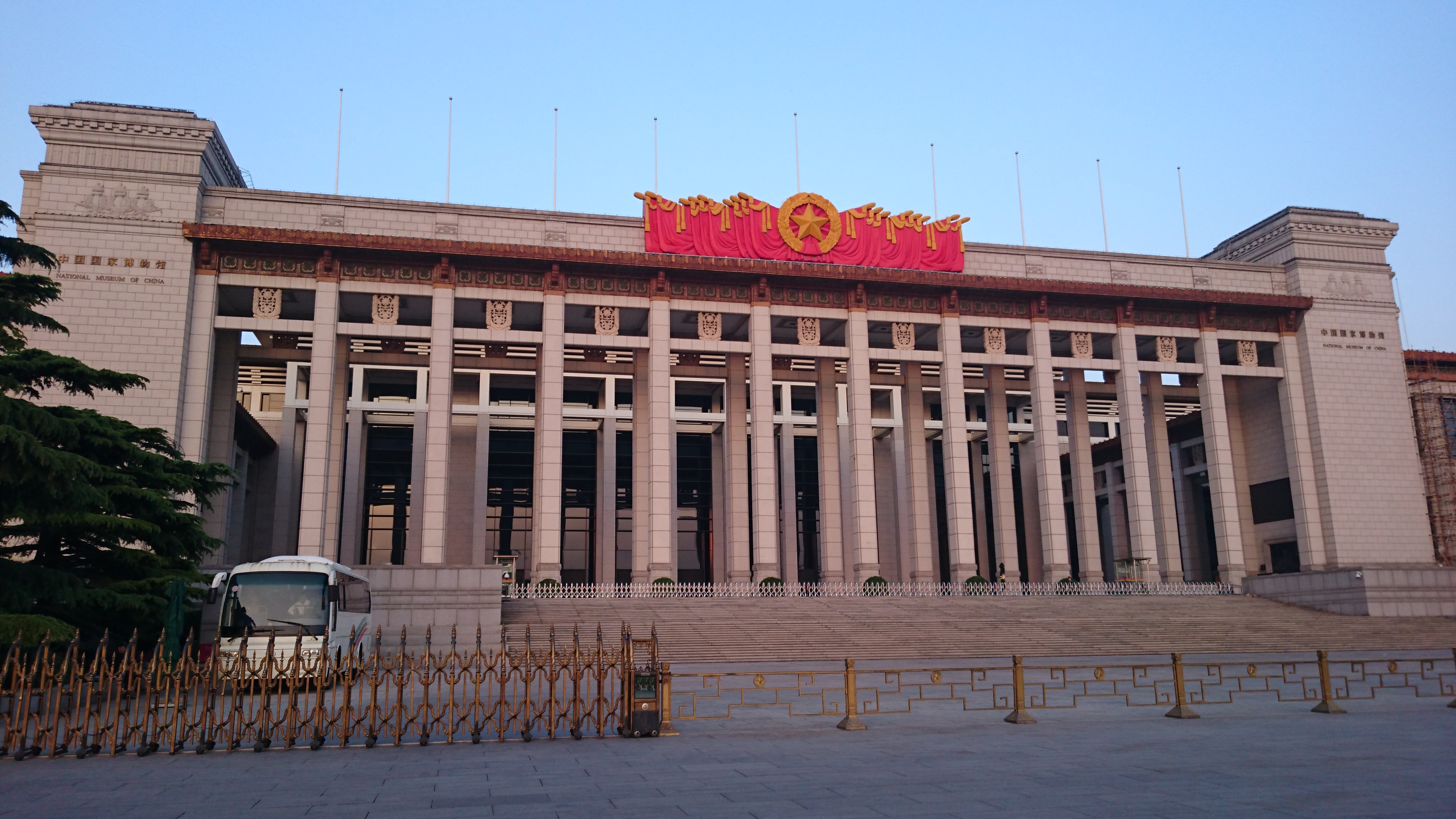
Musée national de Chine, Pékin.

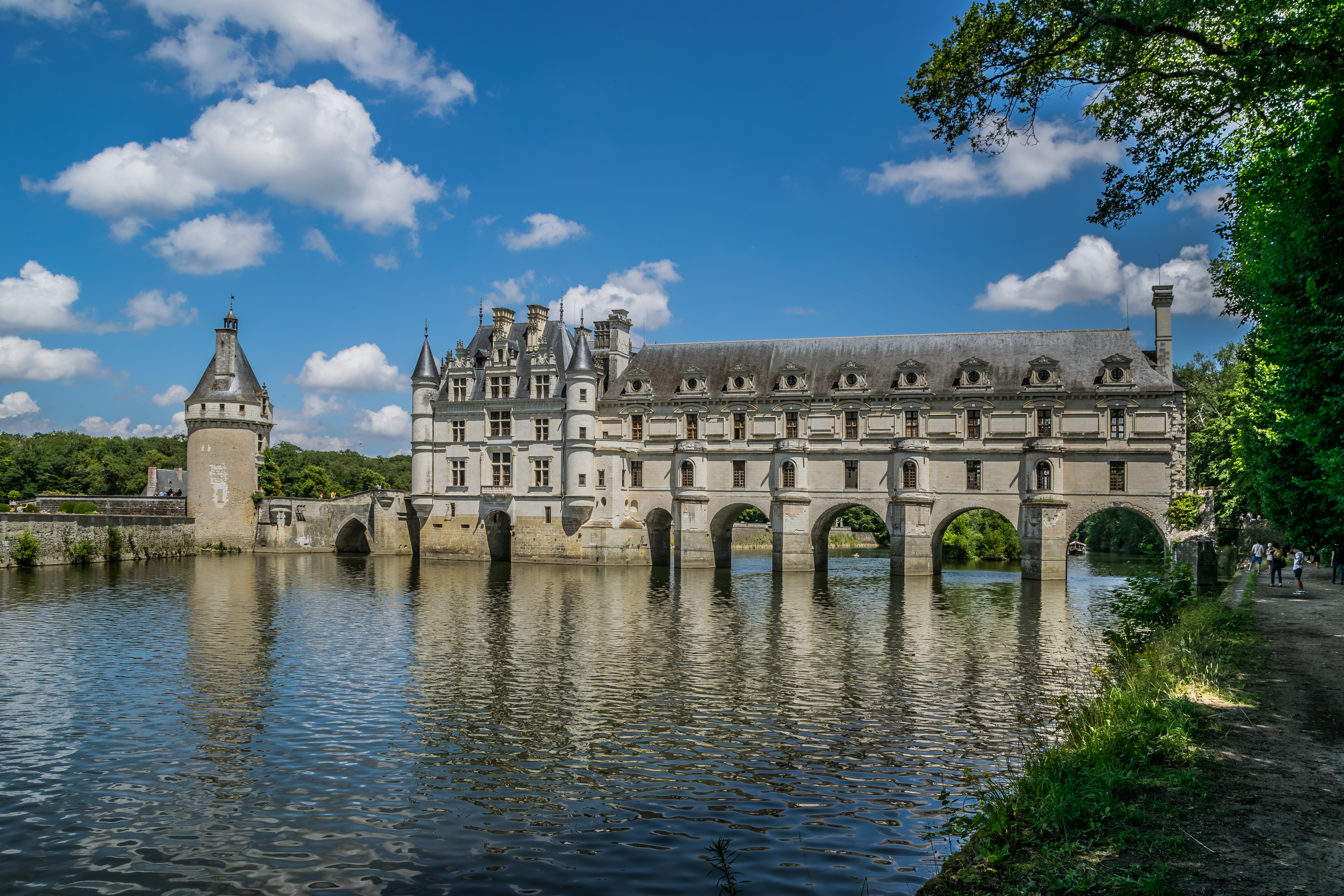
Château de Chenonceau, Chenonceaux.

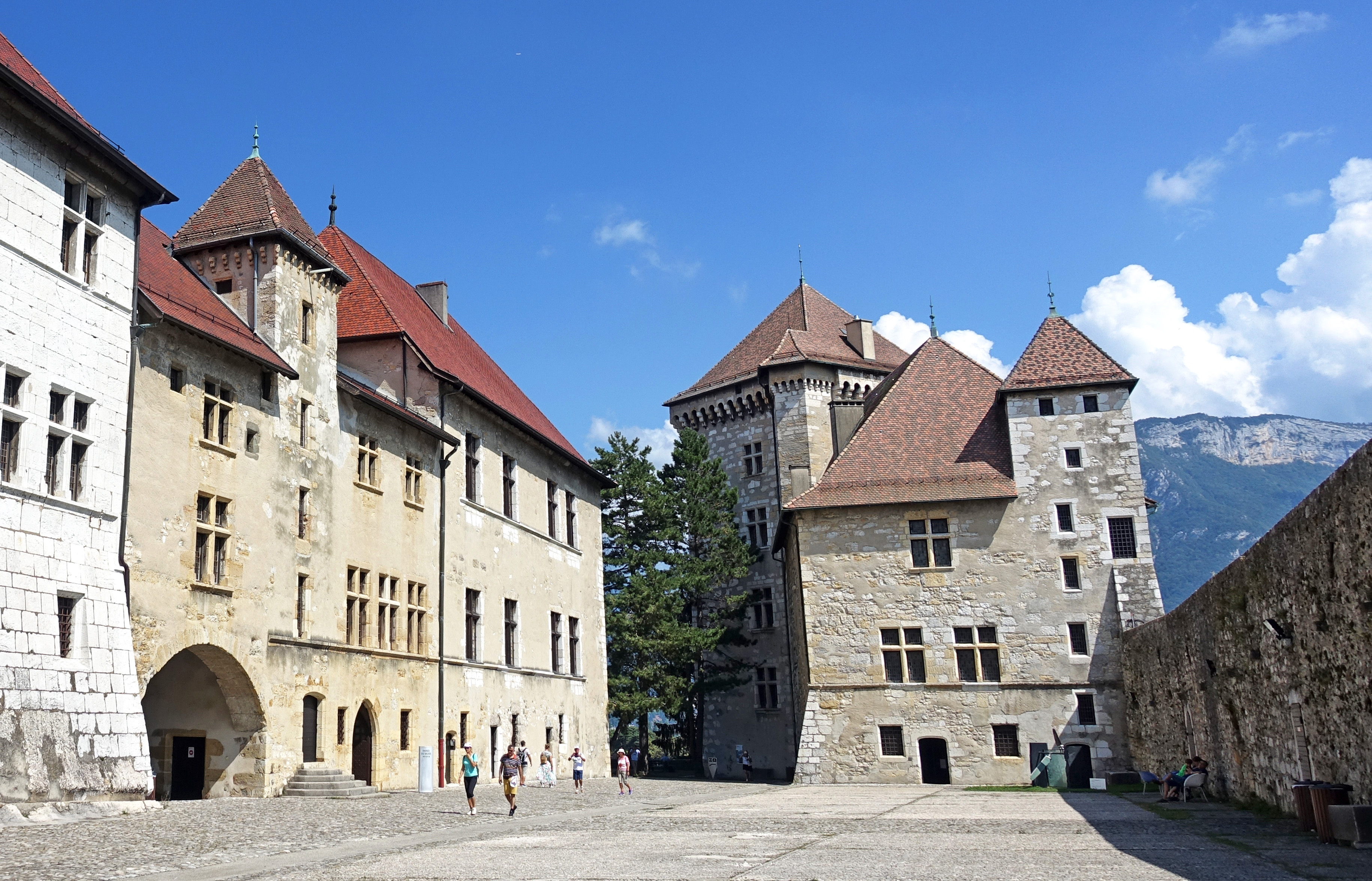
Château d'Annecy.

- Phillips Memorial Gallery, Washington, 1958[19].
- Galerie Knoedler, New York, 1959, 1960, 1963[19].
- Musée des Beaux-Arts du Havre, 1966[19].
- Galerie Appel et Fertsch, Francfort-sur-le-Main, 1966.
- Galerie Haaken, Oslo, 1966, 1972.
- Olivier Debré- Rétrospective, Palais Galliera, Paris, 1968.
- Maison de la culture de Caen, 1969.
- Olivier Debré - Rétrospective, Musée des Beaux-Arts de Brest, 1969.
- Centre culturel du prieuré de Vivoin, 1970[20].
- Musée de l'Athénée, Genève, 1972.
- Olivier Debré - Impressions de voyage, peintures récentes, Galerie Ariel, octobre 1973.
- Musée Sainte-Croix des Sables-d'Olonne, mai 1974[21].
- Olivier Debré - Rétrospective, Musée d'Art et d'Industrie de Saint-Étienne, 1975.
- Musée Picasso, Antibes, 1975.
- Musée d'Art moderne de la ville de Paris, 1975.
- Musée des Beaux-Arts de Nantes, 1976.
- Welsh Arts Courcil, Cardiff, 1977.
- Galerie Daniel Templon, Paris, 1979[22].
- Galerie Convergence de Nantes. 1982.
- Galerie Nord, Randers, 1983.
- Musée de Brou, Bourg-en-Bresse, juin-septembre 1985.
- Musée d'Art et d'Histoire de Metz, 1986.
- Maison de la culture de Nevers, 1988.
- Galerie Ducastel, théâtre Louis-XIV de la place Crillon, Avignon, août 1988.
- Centre culturel de Boulogne-Billancourt, 1998.
- Olivier Debré - Dessins, 1945-1969, Musée d'Art et d'Histoire de Saint-Denis, février-mars 1990.
- Cité de Carcassonne, été 1990.
- Galerie Jeanne Bucher Jaeger, Paris, février-mars 1992 (L'arrière-pays), février-mars 1993 (Anatomie du sourire).
- Aspex Gallery, Portsmouth, 1992.
- Olivier Debré - Rétrospective, 1943-1993, exposition intinérante : Musée du château des ducs de Wurtemberg, Montbéliard ; Musée d'Art et d'Archéologie de Valence ; Musée Fesch, Ajaccio ; Musée de la ville de Saint-Quentin-en-Yvelines, 1993[20].
- Galerie Yoshi, Tokyo, 1995.
- Olivier Debré - Rétrospective, Galerie du Jeu de Paume, Paris, juin-septembre 1995[23].
- Musée Saint-Georges, Liège, juin-août 1996[24].
- Debré - Estampes, Alliance française de Hanoï, 1997[20].
- Musée national de Chine, Pékin, et Moderne Art Museum, Hong Kong, 1998.
- Espace Riquet, Béziers, mars-mai 1999.
- Olivier Debré - Peintures, 1963-1990, Centre d'arts plastiques, Royan, juin-octobre 2000.
- Hommage à Olivier Debré - Couleurs de paysages, Musée des Beaux-Arts d'Angers, juin-avril 2001.
- Olivier Debré - Treize toiles, neuf dessins (dation Debré), Musée national d'art moderne, juin-septembre 2003[7],[25].
- Olivier Debré - Rétrospective, Musée des Beaux-Arts d'Angers, juin-novembre 2007[26],[27].
- Olivier Debré - Parcours 1944-1997, Musée de Cahors Henri-Martin, Cahors, juin-octobre 2007.
- Olivier Debré - Voyages, Musée de Millau et des Grandes Causses, Millau, juin-octobre 2007[28].
- Loire… Paysages abstraits, Musée des Beaux-Arts et d'Archéologie Joseph-Déchelette, Roanne, juin-novembre 2007[29].
- Musée départemental Rignault, Saint-Cirq-Lapopie, juin-septembre 2007.
- Olivier Debré - Signes-Paysages : la poétique de l'eau, Musée de Pont-Aven, février-juin 2008[30].
- Olivier Debré - Paysages de Loire, Musée des Beaux-Arts d'Orléans, mars-mai 2008[31],[32].
- Olivier Debré, peintre voyageur, de la Touraine au Monde, château de Chenonceau, Chenonceaux, juin-novembre 2008[33].
- Olivier Debré - Signes personnages, Lieu d'art et action contemporaine de Dunkerque, mars-septembre 2009[34].
- Olivier Debré, de Loire et d'ailleurs, Musée de l'Hôtel-Dieu, Mantes-la-Jolie, mars-septembre 2009[35].
- Fondation Fernet-Branca, Saint-Louis (Haut-Rhin), 2010.
- Signes paysages, signes gravés, Musée des Beaux-Arts La Cohue de Vannes, 2010[36],[37].
- Musée public national d’Art moderne et contemporain d’Alger, mai-août 2010[38],[39].
- Olivier Debré - Signes-Paysages, Musée Ziem, Martigues, octobre 2010 - janvier 2011.
- Olivier Debré, un abstrait lyrique, Musée communal des Beaux-Arts d'Ixelles, février-mai 2011.
- Galerie Louis Carré, Paris, mai-juillet 2009 (Formes informelles), juin-juillet 2011 (Les années cinquante), juin-juillet 2013 (Peintures noires), mai-juin 2018 (Cinq décennies, cinq grands formats)[18].
- Musée des Beaux-Arts de Carcassonne, juillet-septembre 2013[40].
- Olivier Debré - Cinquante ans d'estampes, Maison des arts, Châtillon (Hauts-de-Seine), janvier-mars 2014[41].
- Olivier Debré - Un voyage en Norvège, exposition inaugurale, Centre de création contemporaine Olivier Debré, Tours, mars-septembre 2017[42],[43],[44].
- Olivier Debré - Carnets inédits, Galerie AB, Paris, septembre-octobre 2018[45].
- Olivier Debré - De la matière au mouvement, Château d'Annecy, mars-juin 2019[46].
- Olivier Debré - Nymphéas, Centre de création contemporaine Olivier Debré, Tours, juin 2019 - janvier 2020[47],[48].

### Expositions collectives
- Galerie Georges Aubry, Paris, 1941[18], 1943 (premières toiles abstraites)[19].
- Salon des surindépendants, Paris, 1948[19].
- Salon d'automne, Paris, 1949[19].
- Salon de mai, Paris, à partir de 1949[19].
- Salon d'Octobre, Paris, 1953, 1953[19].
- Salon Comparaisons, Paris, 1954-1957, 1964[19].
- Salon des réalités nouvelles, Paris, 1957-1964 (membre du comité en 1965)[19].
- Olivier Debré, Jacques Germain, Galerie Michel Warren, Paris, 1957[21].
- Peintres d'aujourd'hui, Palazzo delle arti, Turin, 1959[21].
- L'École de Paris, Galerie Charpentier, Paris, 1960, 1963[21].
- Dessins contemporains, Galerie Denise René, Paris, 1961[21].
- Salon Grands et jeunes d'aujourd'hui, Paris, 1962[19].
- Pour une nouvelle conception du paysage - Trente cinq peintres présentés par Henry Galy-Carles et Jean-Jacques Lévêque : Gérald Collot, Corneille, Géula Dagan, Olivier Debré, James Guitet, Paul Kallos, Robert Lapoujade, Jean Le Moal, Raymond Moisset, Zoran Mušič, Georges Romathier, Key Sato, Raoul Ubac, Robert Wogensky, Galerie l'Atelier, Toulouse, décembre 1964 - janvier 1965[21].
- Promesses tenues - Robert Lapoujade, Pierre Fichet, Olivier Debré, Roger-Edgar Gillet, Yasse Tabuchi, Robert Wogensky, Gustave Singier, Kumi Sugaï, Mario Prassinos, Jean Messagier, Paul Rebeyrolle, Musée Galliera, Paris, septembre-octobre 1965[21].
- Peinture contemporaine, pavillon de l'Europe, Exposition universelle, Montréal, 1967[18].
- Dix ans d'art vivant, Fondation Maeght, Saint-Paul-de-Vence, 1967[19].
- D'après le paysage - Paul Ackerman, Olivier Debré, Jean Messagier, Paul Rebeyrolle, Georges Romathier, Léon Zack, Galerie Max Kaganovitch, mars-avril 1968.
- Première exposition internationale des arts de Téhéran, Centre des expositions internationales, Téhéran, décembre 1974 - janvier 1975[49].
- L'abstraction, présence et permanence, centre René-Maheu, Toulouse, 1979[22].
- Tendances de l'art en France, 1968-1978, Musée d'Art moderne de la ville de Paris, 1979[22].
- Vingt ans d'une galerie de province : Galerie L'Œil écoute - Olivier Debré, Aline Gagnaire, Pierre Graziani, Jean-Jacques Morvan, Michel Moskovtchenko, Georges Romathier…, Espace lyonnais d'art contemporain, Lyon, mars-mai 1982.
- Biennale de Venise, 1984.
- Abstraction lyrique - François Arnal, Jean-Michel Atlan, Claude Bellegarde, Solange Bertrand, Camille Bryen, Chu Teh-Chun, Olivier Debré, René Duvillier, Pierre Fichet, Jacques Germain, Roger-Edgar Gillet, Hans Hartung, Paul Jenkins, John-Franklin Koenig, Georges Mathieu, Jean Messagier, Jean Miotte, James Pichette, Gérard Schneider, Pierre Soulages, espace Belleville, Paris, décembre 1987 - janvier 1988[50].
- De Bonnard à Baselitz - Dix ans d'enrichissements du Cabinet des estampes, 1978-1988, Bibliothèque nationale de France, 1992[51].
- Intérieurs - Louis Cane, Noël Dolla, Olivier Debré, Carlos Kusnir, Jean Le Gac, Jean-Pierre Pincemin et Antonio Saura, Centre d'art contemporain et Musée Goya de Castres, Musée Denys-Puech de Rodez, octobre-décembre 1993.
- Cinq graveurs contemporains - Eduardo Chillida, Olivier Debré, André Marfaing, Martin Müller Reinhart, Gérard Titus-Carmel, Centre des arts de Douarnenez, novembre 1995 - janvier 1996 et Galerie L'Imagerie, Lannion, janvier-février 1996.
- La nouvelle École de Paris, 1941-1965, Centre d'art contemporain de l'Abbaye de Beaulieu-en-Rouergue, Ginals, juin-septembre 2002.
- L'envolée lyrique - Paris, 1945-1956, Musée du Luxembourg, Paris, avril-août 2006[52].
- Gestes, signes, traces, espaces - Figures de la peinture moderne française, Musée d'art moderne André-Malraux, Le Havre, février-avril 2007[53].
- Les sujets de l'abstraction - Peinture non-figurative de la seconde École de Paris, 1946-1962, Fondation Gandur pour l'art et Musée Rath, Genève, 2011.
- Montparnasse, Saint-Germain-des-Prés - Abstractions d'après-guerre, Galerie du Musée des Beaux-Arts de Bordeaux, novembre 2012 -  février 2013[54].
- Éloge du dessin - Paysages intérieurs, Maison de la culture d'Amiens, avril-octobre 2013.
- De l'impressionnisme à l'abstraction - Une immersion dans la peinture, Musée des Beaux-Arts de Saint-Lô, juin-septembre 2013.
- Collectionner, le désir inachevé, Musée des Beaux-Arts d'Angers, novembre 2017 - mars 2018[55].
- Divergences abstraites, Galerie Bernard Trocmez, Paris, novembre-décembre 2018[56].
- Liège. Chefs-d'œuvre, La Boverie, Liège, décembre 2018 - août 2019[57].
- Œuvres de la collection du Fonds régional d'art contemporain Île-de-France, château et parc culturel de Rentilly, Bussy-Saint-Martin, septembre-décembre 2019[58].
- Signes-Personnages, Galerie Chabrier, Saint-Pierre-des-Corps, janvier-mars 2020[59].

## Réception critique

### Le peintre
- « À propos d'Olivier Debré, nous éprouvons une fois de plus tout ce que la peinture, depuis quelque temps, a décidé de nous taire pour nous dire, peut-être avec plus de force, ce dont elle désire à tout prix nous entretenir… Une sorte de figuration à l'envers qui capte et conduit notre regard à nous empêcher de voir précisément quelque chose, de façon seulement à nous permettre de ressentir principalement les douces, les si particulières rafales du lieu et de la saison. » - Francis Ponge[8]
- « Vingt-cinq années jalonnent la courbe qui va de formes peintes dans la pâte de l'abstraction chaude de 1943 et des signes écrits dans la vivacité du geste directement au tube du début de 1944 à la fin 1948, à la reprise des empâtements monolithiques des années cinquante, à la période actuelle de grandes plages de couleur aux confins ourlés de matière, quelque peu informelle, qui sont en quelque sorte l'accent et le centre de toute son œuvre. » - Julien Alvard (en)[60]
- « Vastes champs colorés d'Olivier Debré, qui sous-tendent des sources naturalistes, dans des compositions lyriques, essaimées d'îlots de matière justement venus aux cimes du tableau, ménageant des brèches secrètes et donnant sa marque à une œuvre déjà bien connue, fervente, enlevée, aux confins de l'abstraction. Peinture du geste et du signe, sobrement définie, aérée et pourtant d'une grande densité, qui jamais ne se coupe de ses sources originelles. » - Gérard Xuriguera[61]
- « Debré capte les couleurs essentielles de la nature : la forêt fauve, la prairie vert pâle. Mais il ne se satisfait pas des facilités de la mode du monochrome qui, quoi qu'en disent les thuriféraires de cette technique, est un appauvrissement. Ses toiles sont plus diaprées, plus irisées que jamais. Parfois, une échancrure ouvre une échappée vers un nouvel espace, la promesse d'une future toile qui promongera celle-ci. Quelques reliefs plus sonores affleurent ces vastes étendues fluides et leur donnent des pulsions énergiques. Debré ne représente pas des paysages, il nous en imprègne. » - Pierre Mazars[22]

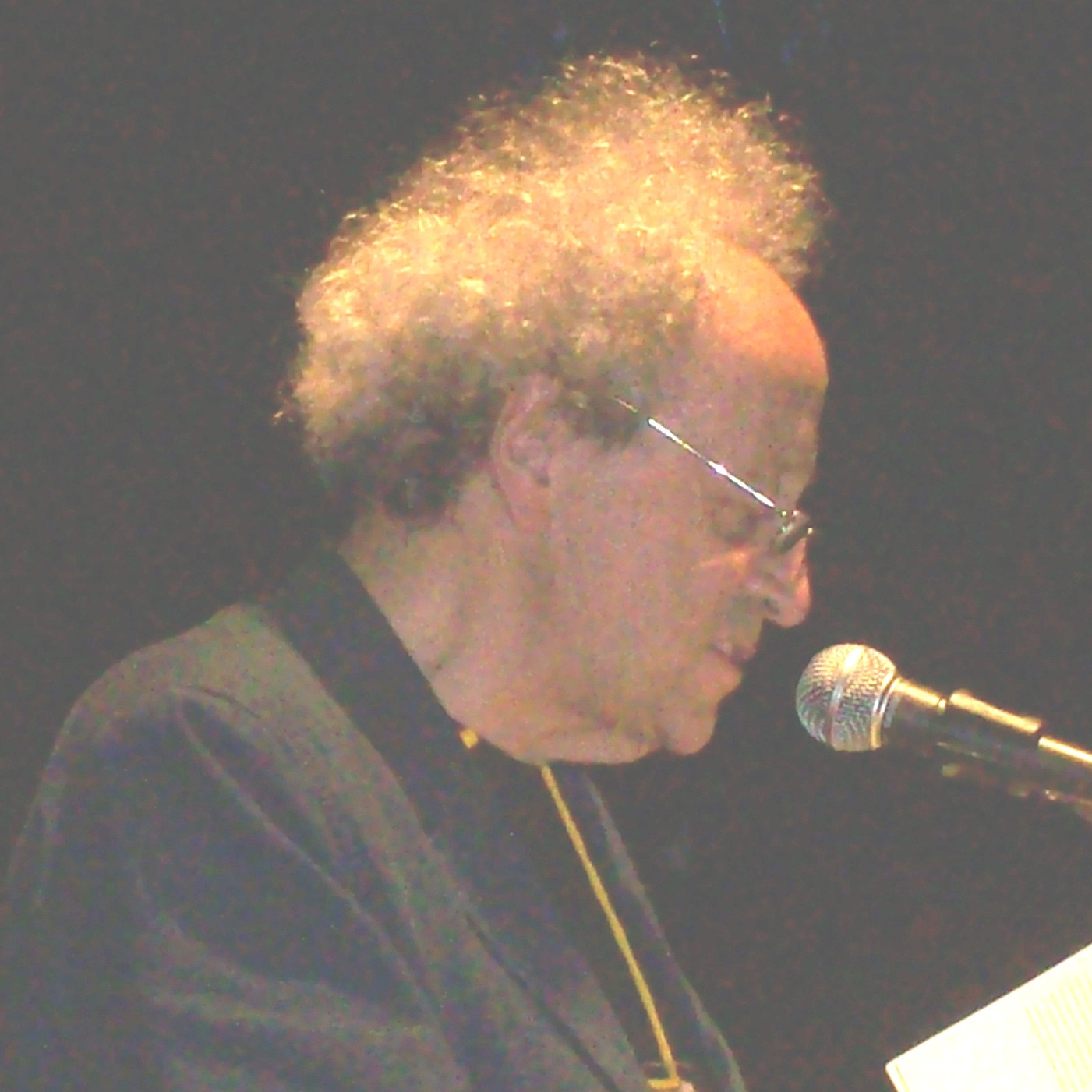
Bernard Noël

- « Olivier Debré, par l'invention du signe-surface, a révélé que la peinture ne travaille pas des images, mais leur matière, car en celle-ci s'opère le croisement de l'impression, qui les dégage, et de l'émotion du peintre, qui s'ensuit. Le signe-surface entretient cette métamorphose permanente : il ne la représente pas, il en est le foyer où toujours se ranime l'élan dans lequel l'espace apparaît comme la matière visuelle unissant, à travers nous, le monde et nous. Mais en rendant visible cette émotion qui, avant lui, ne l'était pas, Olivier Debré l'a faite évoluer : l'espace n'est plus seulement un lieu ; étant de la matière, c'est un milieu révélateur qui compose et décompose les formes dans une danse aérienne et mentale où se dissolvent les vieilles séparations. » - Bernard Noël[62]
- « Une peinture aux grands formats qui ouvrent l'espace de façon lyrique ; une abstraction qui à l'origine doit quelque peu à Nicolas de Staël mais qui a depuis longtemps conquis son expression particulière. L'un des thèmes favoris d'Olivier Debré est le paysage de la Loire qui lui permet de créer un champ fluide où s'épanouit la couleur. » - Gérald Schurr[23].

### Le graveur
- « L'expression sculpturale qu'il donne à ses eaux-fortes n'est pas exempte de la monumentalité de ses paysages de la Loire ; il y a là le même "coulé", l'alternance de sérénité et de violence, de spontanéité et de réflexion, de formes fermées et ouvertes de ses peintures. La pointe du graveur n'est pas toujours un scalpel, elle adoucit les structures, suggère des contours, délivre des nuances ou des passages. » - Pierre Cabanne[63].

## Conservation

### Belgique
- La Boverie, Liège
- Musée d'art contemporain en plein air du Sart Tilman, Liège

### Brésil
- Musée d'Art moderne de Rio de Janeiro

### Canada
- Musée des beaux-arts de Montréal.
- Musée national des beaux-arts du Québec[64]

### Danemark
- Musée d'art moderne, Aalborg.
- Statens Museum for Kunst, Copenhague.

### États-Unis
- Galerie d'art Albright-Knox, Buffalo (New York), Nature morte abstraite II, huile sur toile[63].
- Fogg Art Museum, Cambridge (Massachusetts).
- Cincinnati Art Museum, Cincinnati.
- Menil Collection, Houston.
- Musée d'Art de Saint-Louis.
- Université Notre-Dame-du-Lac, South Bend (Indiana).
- Hirshhorn Museum and Sculpture Garden, Washington (district de Columbia).
- The Phillips Collection, Washington.

### France

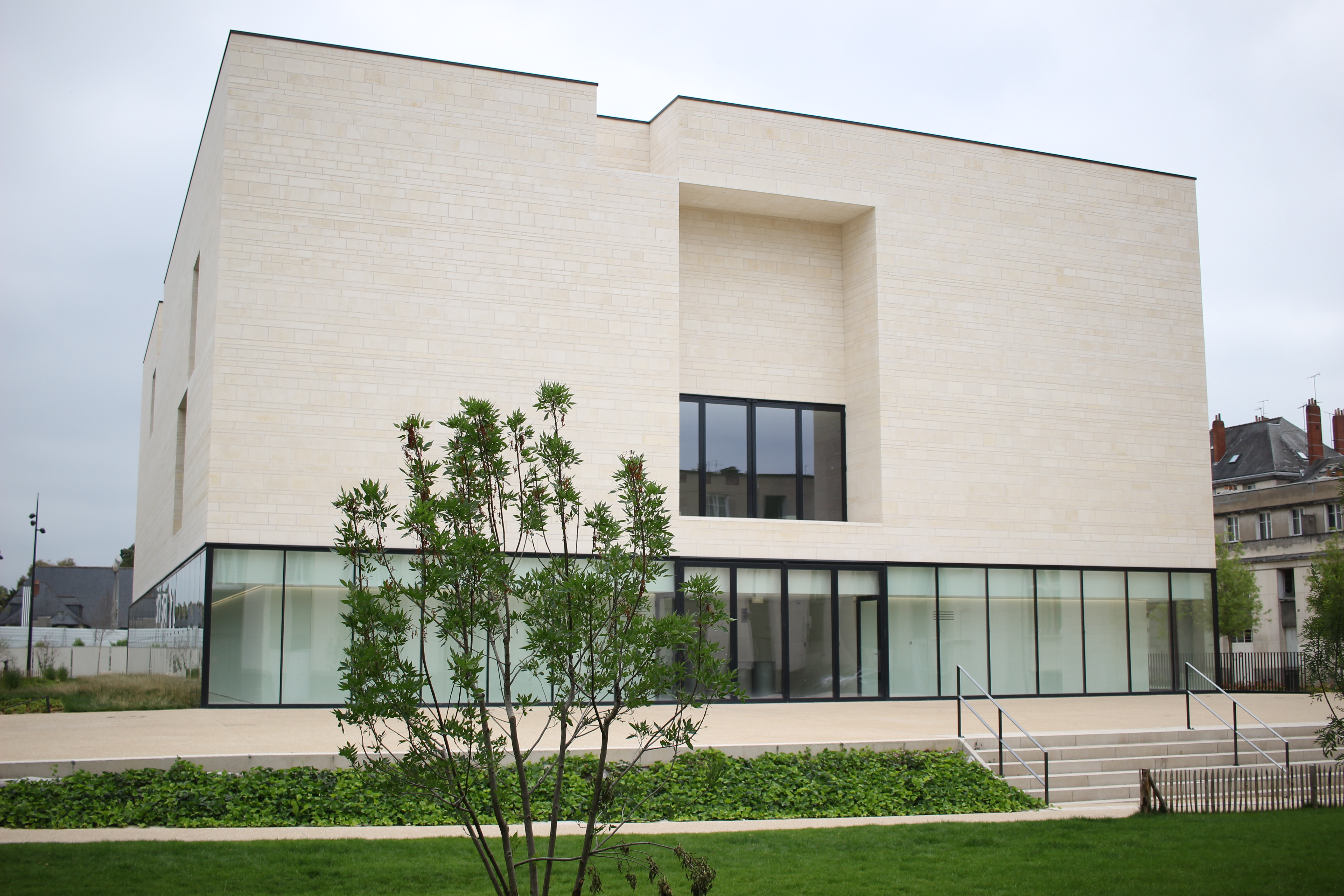
Centre de création contemporaine Olivier Debré, Tours.

#### Un centre d'art au nom d'Olivier Debré
En 2015, le CCC - centre de création contemporaine de Tours est devenu le Centre de création contemporaine Olivier Debré. Il s'implante en 2016 dans un nouveau bâtiment construit sur le site du jardin François Ier. Le lieu n'est pas un musée consacré à Olivier Debré mais un centre d'art qui fera vivre l’œuvre du peintre en la mettant en résonance avec la création artistique contemporaine.
Le bâtiment, imaginé par l'agence d'architecture portugaise Aires Mateus, à la suite d'un concours international organisé par Tours Métropole Val de Loire, est inauguré le 10 mars 2017 avec l'exposition Un voyage en Norvège, en présence du président de la République François Hollande et de Sa Majesté la reine Sonja de Norvège.

#### Autres
- Château d'Annecy[46].
- Musée Picasso, Antibes.
- Salle polyvalente d'Audruicq, Jardin d'ocre au printemps, huile sur toile 170x750cm[69].
- Musée des Beaux-Arts de Bordeaux.
- Hôtel de ville de Boulogne-Billancourt, huile sur toile, 650x867cm[70].
- Musée des Beaux-Arts de Brest.
- Fonds régional d'art contemporain de Normandie-Caen.
- Musée des Beaux-Arts de Caen, Noir bleu ocre de Loire aux taches fortes du haut, huile sur toile, 1996..
- Fondation du château de Jau, Cases-de-Pène, Longue automne de Saint-Savin, huile sur toile, 1978[63].
- Musée Bertrand, Chateauroux[71].
- Collégiale Saint-Mexme, Chinon, vitraux.
- Hôtel de ville de Chinon (accrochage initial : lycée François-Rabelais, Chinon), La métamorphose de Chinon ou la translation de Jeanne, huile sur toile 187x698cm, 1975[72].
- Musée Unterlinden, Colmar, Longue ocre, huile sur toile, 1974[63].
- Lieu d'art et action contemporaine de Dunkerque[34] :
  - Personnage brun-rouge, huile sur toile 195x114cm, 1959-1960.
  - Bleu pâle de Royan, huile sur toile, 1977.
- Musée d'Évreux, Les Pins, huile sur toile 100x100cm, 1971.
- Musée de Grenoble, Bleu le soir à Royan, huile sur toile[73].
- Chapelle Saint-Maudé, La Croix-Helléan, vitraux, 1997.

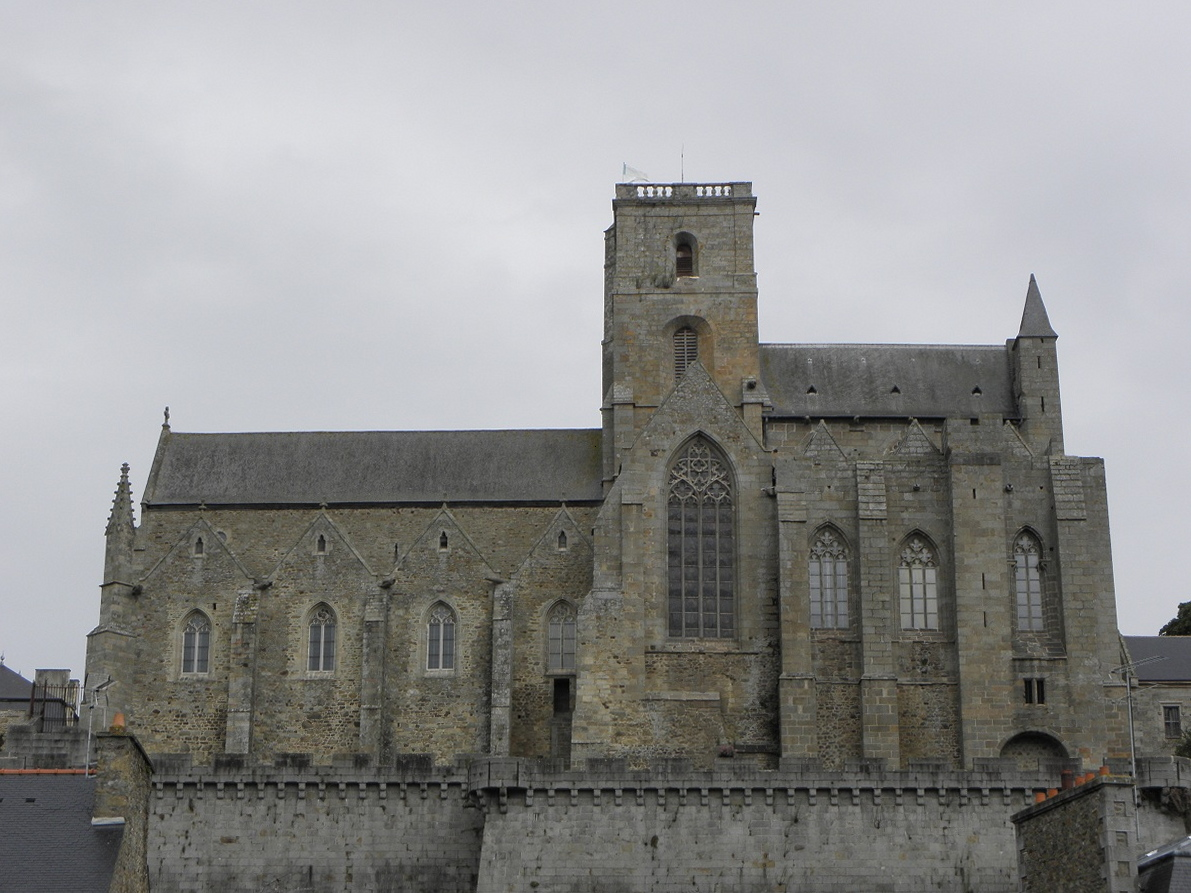
Collégiale Notre-Dame de Lamballe.

- Collégiale Notre-Dame de Lamballe, Lamballe, vitraux, 1995[74].
- Musée d'art moderne André-Malraux, Le Havre.
- Musée d'Art contemporain de Lyon, Grand carré de Loire bleu, huile sur toile, 1976.
- Musée Cantini, Marseille.
- Artothèque de Millau, estampe.
- Musée des Beaux-Arts de Nantes, Ocre violet noir, huile sur toile 192x194cm, 1971[75].
- Fonds régional d'art contemporain du Centre-Val de Loire, Orléans, Grande coulée d'automne, huile sur toile, 1983[76].
- École polytechnique, Palaiseau, Huile bleue, huile sur toile 500x130cm[77].
- Assemblée nationale, Paris, Ocre rayé des tilleuls, huile sur toile, 1992[78].
- Département des estampes et de la photographie de la Bibliothèque nationale de France, Paris[51].
- Église Saint-Louis d'Antin (espace Georges-Bernanos), Paris, Le buisson ardent, huile sur toile ; mobilier liturgique.
- Fonds régional d'art contemporain Île-de-France, Paris[58].
- Hôpital Robert-Debré, Paris, panneau, hall[79].
- Musée d'art moderne de la ville de Paris, Loire d'automne, huile sur toile, 1972[63].
- Musée national d'art moderne, Paris[7].
- Régie immobilière de la ville de Paris, rue Saint-Thomas-d'Aquin, Paris, peinture, plafond de la salle du Conseil.
- Musée Hyacinthe-Rigaud, Perpignan.
- Lycée Cordouan, Royan, 2 toiles 180x880cm et 180x1500cm[80].
- Musée Sainte-Croix des Sables-d'Olonne.
- Musée d'Art moderne et contemporain de Saint-Étienne Métropole.
- Musée du Présidial de Saintes.
- Église de Lugagnac, Saint-Eutrope-de-Born, 6 vitraux, 1998[81].
- Église Saint-Hilaire, Saint-Hilaire-de-Brens, peinture.
- Cité de la céramique - Sèvres et Limoges, Sèvres, service de table Diane, décor d'Olivier Debré[82].
- Musée d'art moderne et contemporain de Strasbourg.
- Les Abattoirs, Toulouse.
- Faculté de médecine et de pharmacie de Tours, Diptyque, 2 huiles sur toiles, chacune 300x400cm[83].
- Hôtel de ville de Tours, La grande Loire, huile sur toile 256x609cm[83].
- Musée des Beaux-Arts de Tours[84].
- Musée d'Art et d'Archéologie de Valence, Jardin du noir, huile sur toile 140x150cm, 1960[85].
- Lille Métropole - musée d'Art moderne, d'Art contemporain et d'Art brut, parc urbain de Villeneuve-d'Ascq, Gris unique d'un soir d'automne, acrylique sur toile 180x500cm, 1985.
- Musée des Beaux-Arts La Cohue de Vannes, 165 œuvres (planches gravées, bons à tirer, essais)[36].
- Musée d'Art contemporain du Val-de-Marne, Vitry-sur-Seine[86].
- Ambassade de France aux États-Unis, Washington.
- Fonds départemental d'art contemporain de l'Essonne

### Inde
- National Gallery of Modern Art, New Delhi.

### Israël
- Maison de France, Jérusalem.

### Italie
- Fondation Enzo-Pagani, Castellanza

### Jordanie

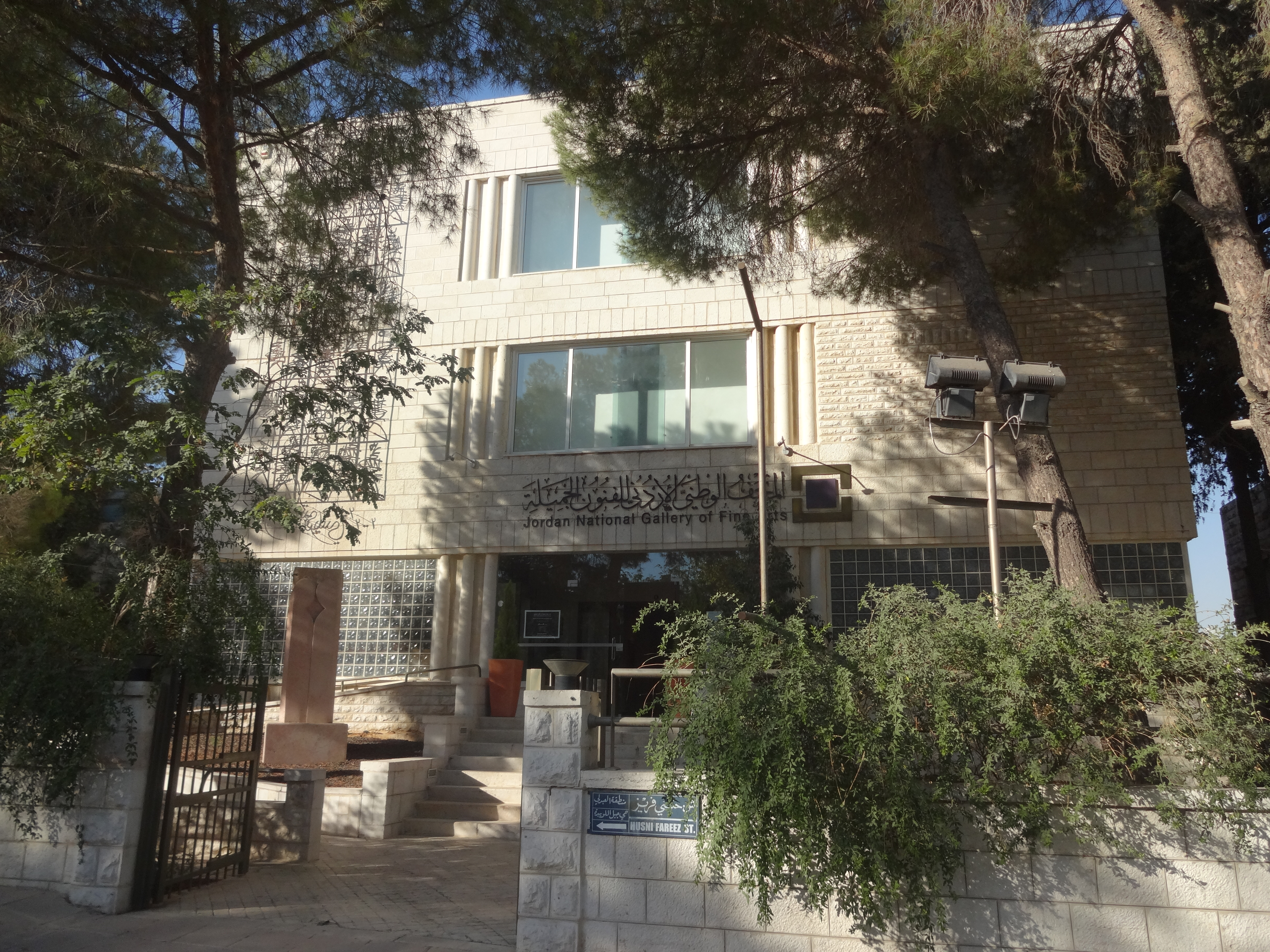
Galerie nationale des Beaux-Arts de Jordanie, Amman.

- Galerie nationale des Beaux-Arts de Jordanie (en), Amman

### Luxembourg
- Musée national d'Art et d'Histoire, Luxembourg

### Norvège
- Centre d'art Henie-Onstad, Oslo.
- Galerie nationale d'Oslo.

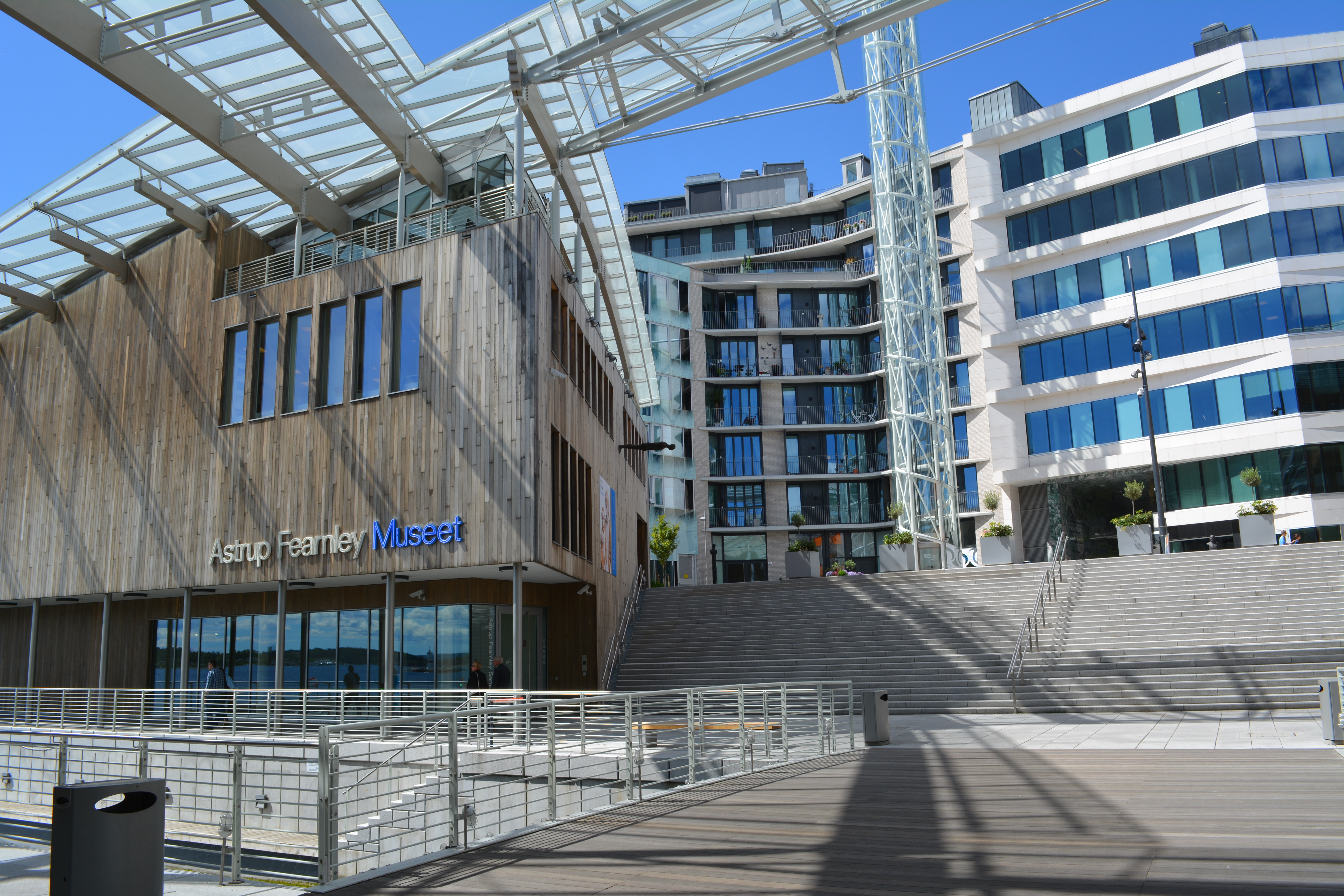
Musée d'Art contemporain Astrup-Fearnley.

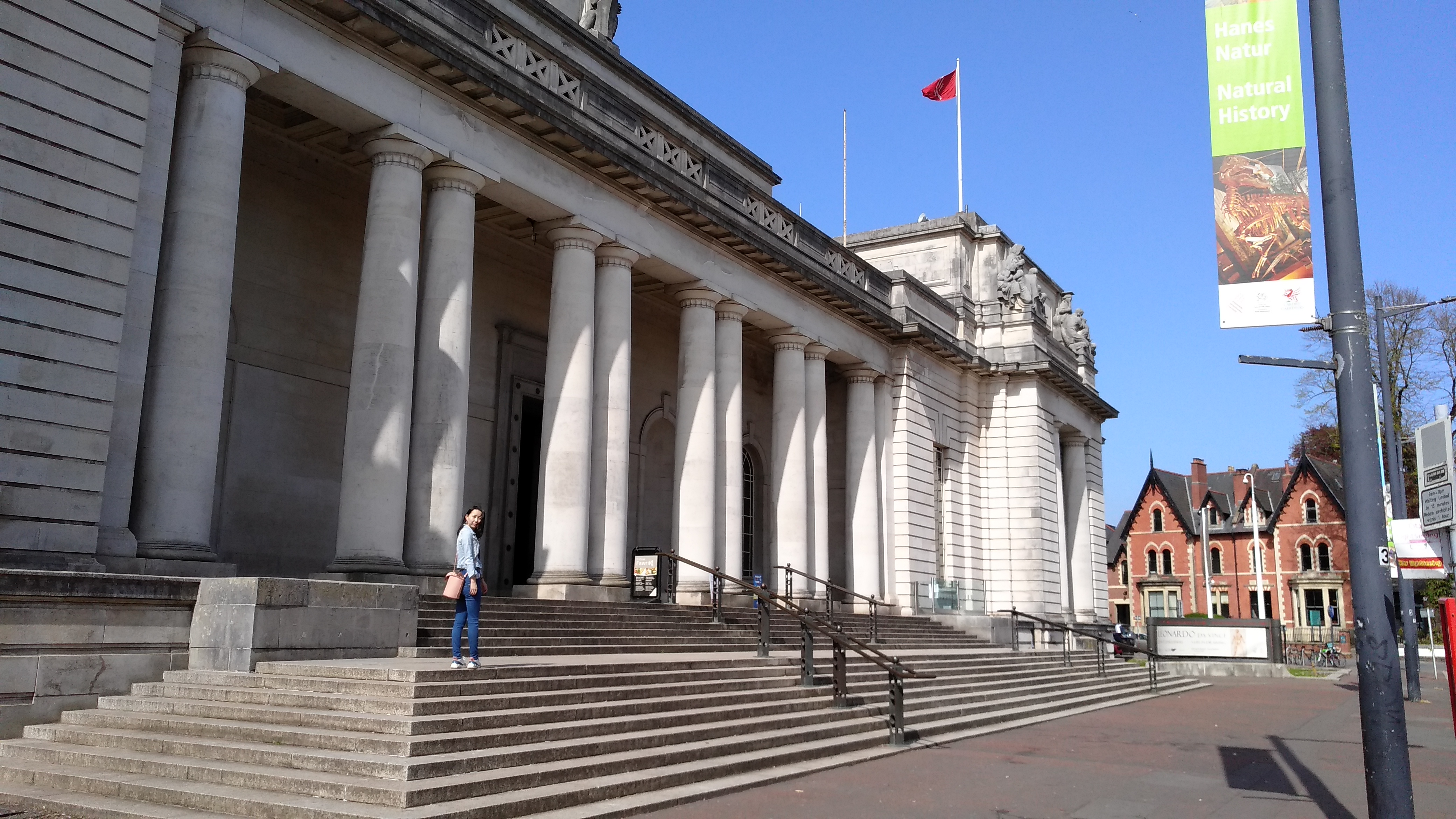
Musée national de Cardiff.

- Musée d'Art contemporain Astrup-Fearnley, Oslo[87] :
  - Jaune, huile sur toile 191x314cm, 1966.
  - Longue bleu pâle vertical, huile sur toile 310x180cm, 1984.

### Pays-Bas
- Bibliothèque royale des Pays-Bas, La Haye, Avant-jour de Michel Déon, quatre eaux-fortes et aquatintes[88].

### Royaume-Uni
- Musée national de Cardiff.

### Suisse
- Musée cantonal des beaux-arts de Lausanne.

### Taïwan
- Taipei Fine Arts Museum (en), Taipei

## Autres œuvres

### Espaces publics

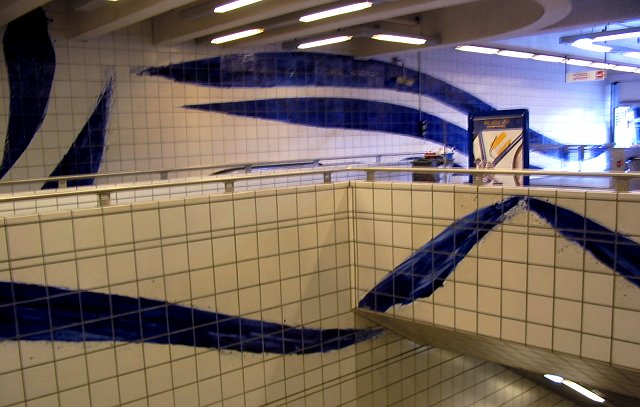
Station « Les Arènes », métro de Toulouse.

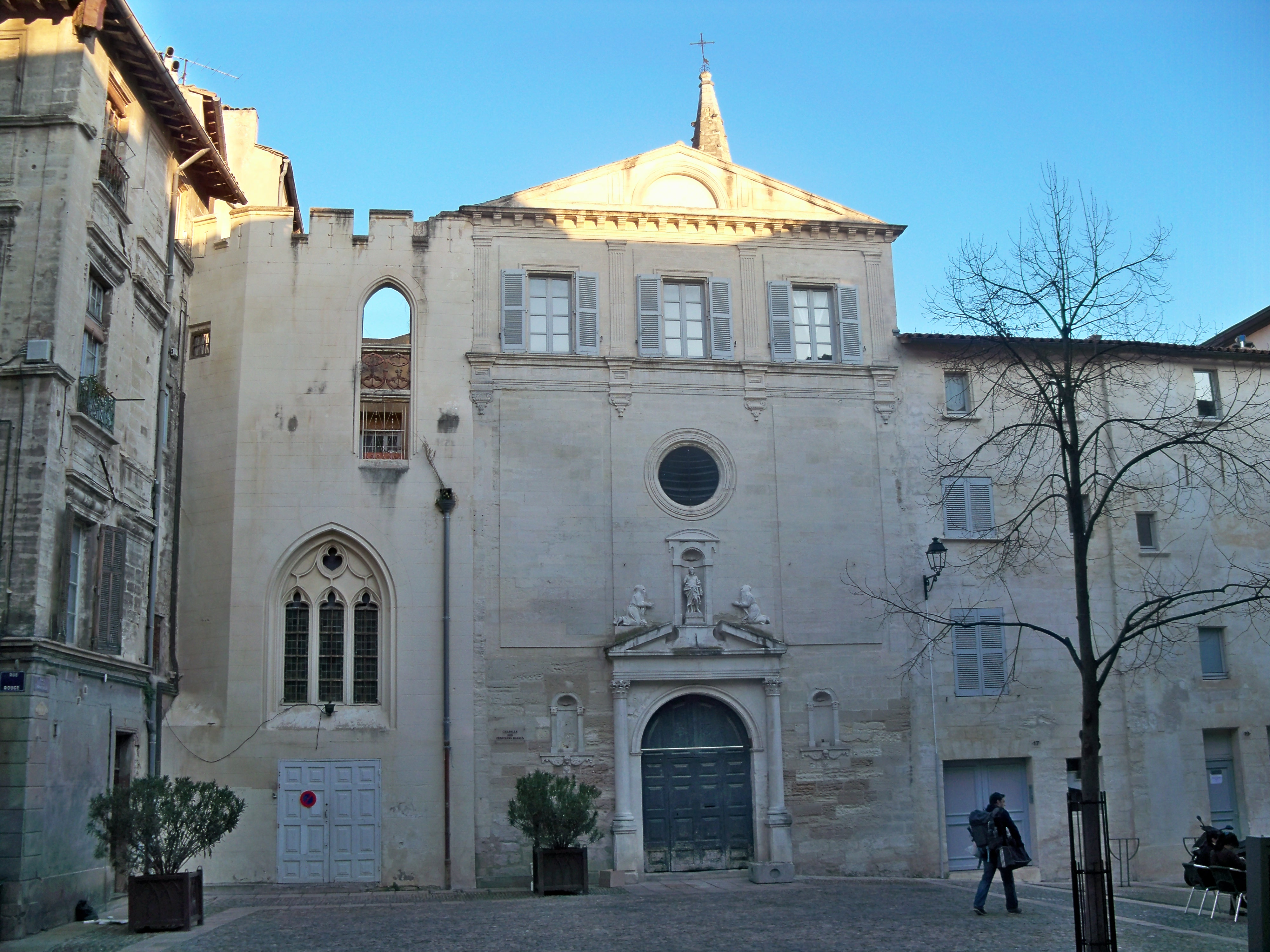
Chapelle des Pénitents blancs, Avignon.

- D et S ou Grise lourde 1948 (Centre Pompidou Paris).
- Sculpture « fontaine », implantée sur l'aire de Parcé-sur-Sarthe A11. Fontaine en deux parties, mettant en scène tout autant l'eau tumultueuse que le calme d'une eau paisible. Jets d'eau, grès, métal.
- Monument commémoratif à Charles de Gaulle érigé en 1992 au parc La Fontaine de Montréal pour le 350e anniversaire de la cité québécoise : obélisque moderne et abstrait (sculpture-flamme) haut de 17 mètres en granit bleu de Vire.
- Mur extérieur revêtu d’une céramique à la Villa Kujoyama à Kyoto, 1992.
- Décor de la station « Les Arènes », métro de Toulouse, 1993.
- Quatre structures en acier (demi-cylindres biseautés) peintes en rouge pour l’entrée de l’Eurotunnel à Calais, 1994.
- Céramique pour le mur extérieur de l'hôtel Nikko à Paris.
- Rideaux de scène et de fer : Comédie-Française de Paris[89], théâtre des Abbesses Paris, Opéra de Hong Kong, Opéra de Shanghai.
- Lambris[90] pour le Centre hospitalier universitaire de Liège, sérigraphie sur panneaux d'acier émaillé vitrifié, chaque panneau : 103 × 200 cm, 1978-1985, collection du musée d'art contemporain en plein air du Sart Tilman (université de Liège).

### Contributions scéniques
- Racine(s), extraits de pièces de Jean Racine, adaptation de Jean-Louis Martinoty avec Yveline Ailhaud, Bertrand Bonvoisin et Jean-Claude Jay, scénographie et peintures d'Olivier Debré, chapelle des Pénitents blancs, festival d'Avignon, 1983.
- Signes, ballet de Carolyn Carlson sur une musique de René Aubry avec Marie-Claude Pietragalla et Kader Belarbi, décors et costumes d'Olivier Debré, Opéra Bastille, 1997, reprises en 2004 (avec Béatrice Martel, Céline Talon, Juliette Gernez et Christine Peltzer sous la direction de Brigitte Lefèvre)[91] et en juillet 2013[92].

### Collections privées
- Henry Ford II, Detroit (Michigan)[63].
- Louis Darinot, Cherbourg-en-Cotentin.
- Antonio Sapone, Nice[63].
- Jacques Bérès, Paris[63].
- Fonds de dotation Bredin Prat pour l'art contemporain, Paris, Royan bleu, huile sur toile 60x120cm, 1976[93].
- Claude et Michel Harel[94].
- Jean-François Marquet, Paris[63].
- Jacques Porte, Paris[63].
- Société générale, Paris.

### Contributions bibliophiliques

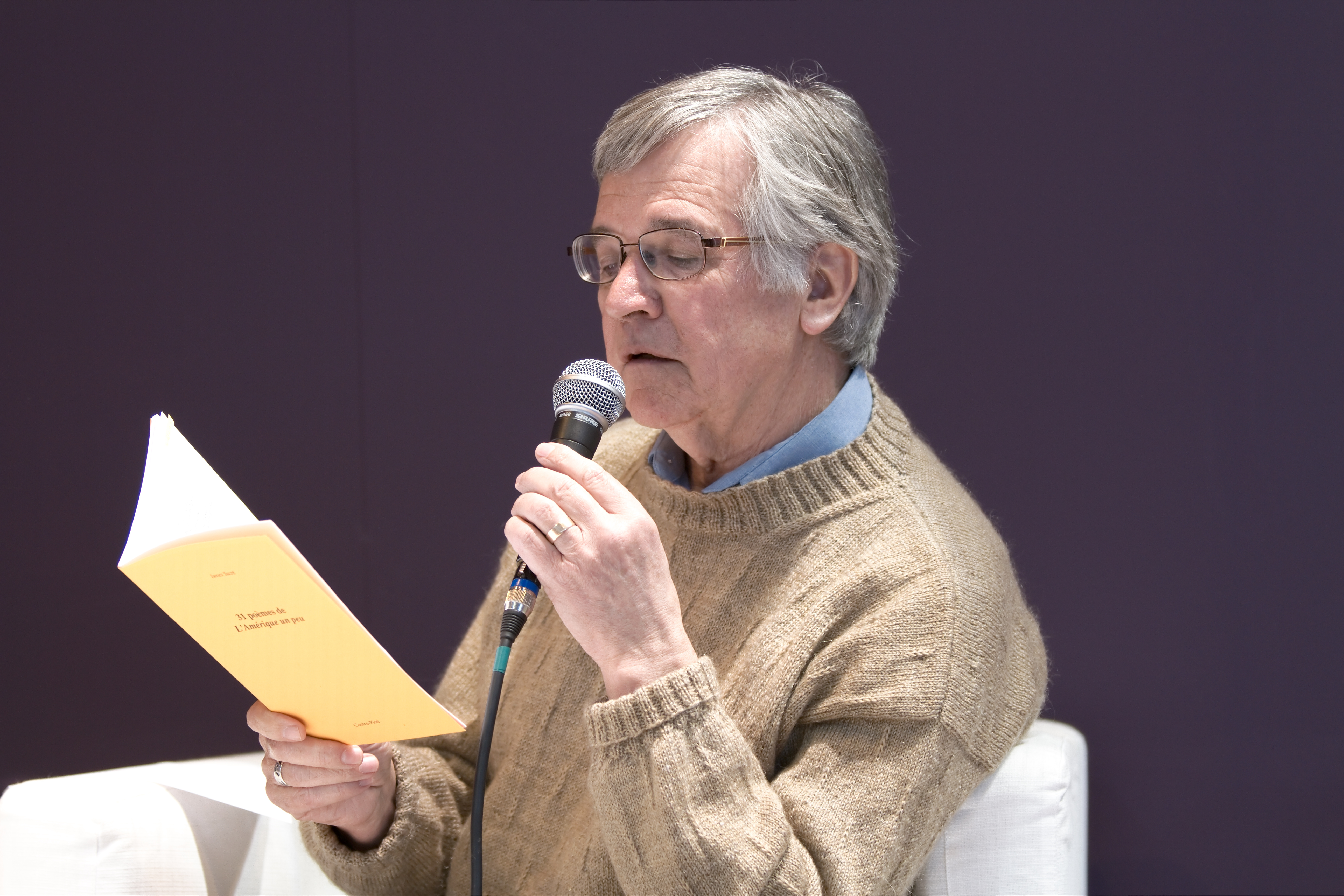
James Sacré.

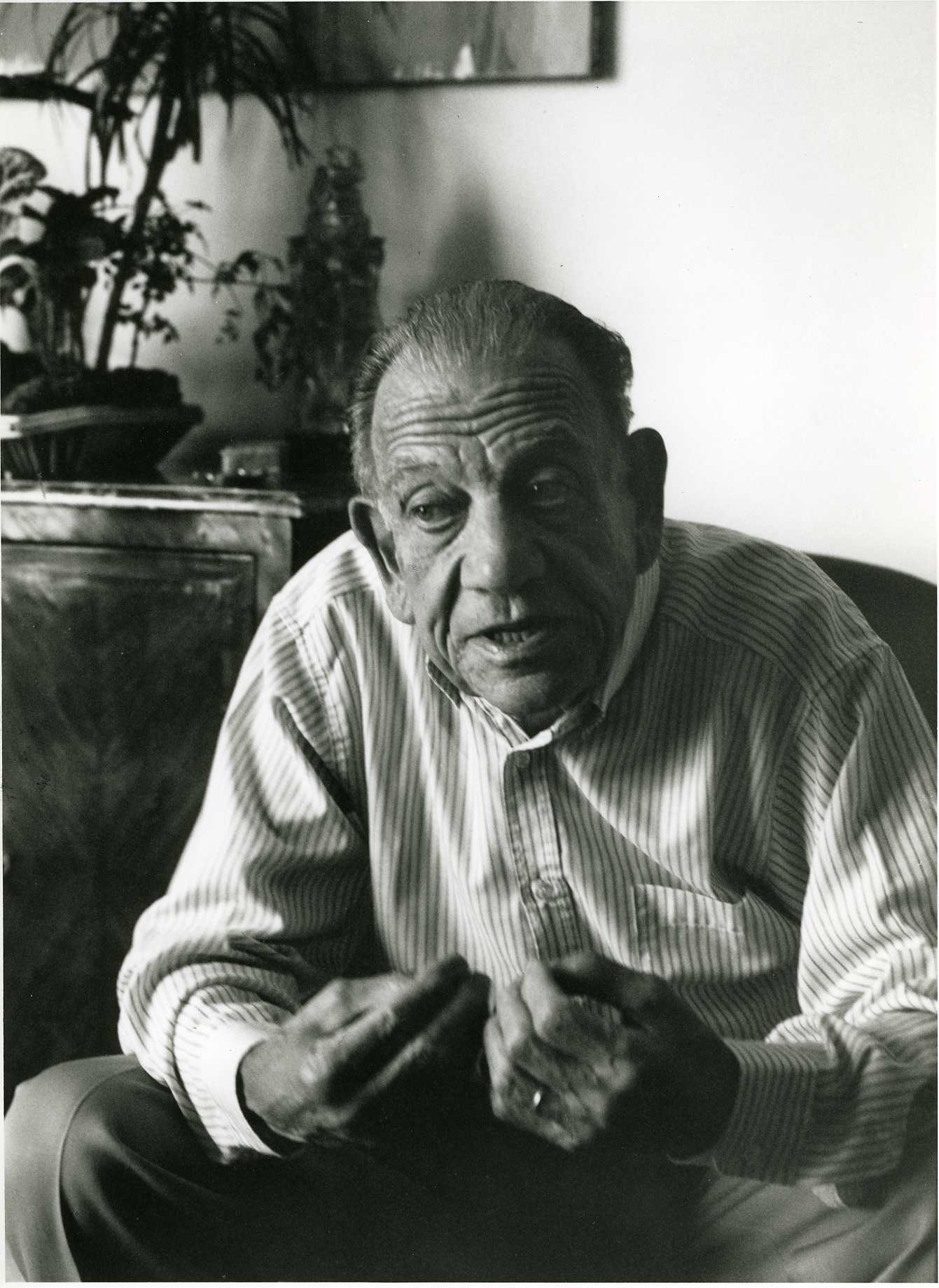
Edmond Jabès.

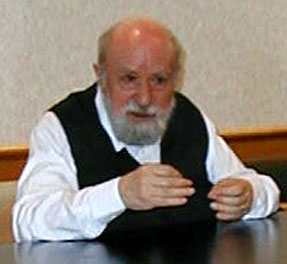
Michel Butor.

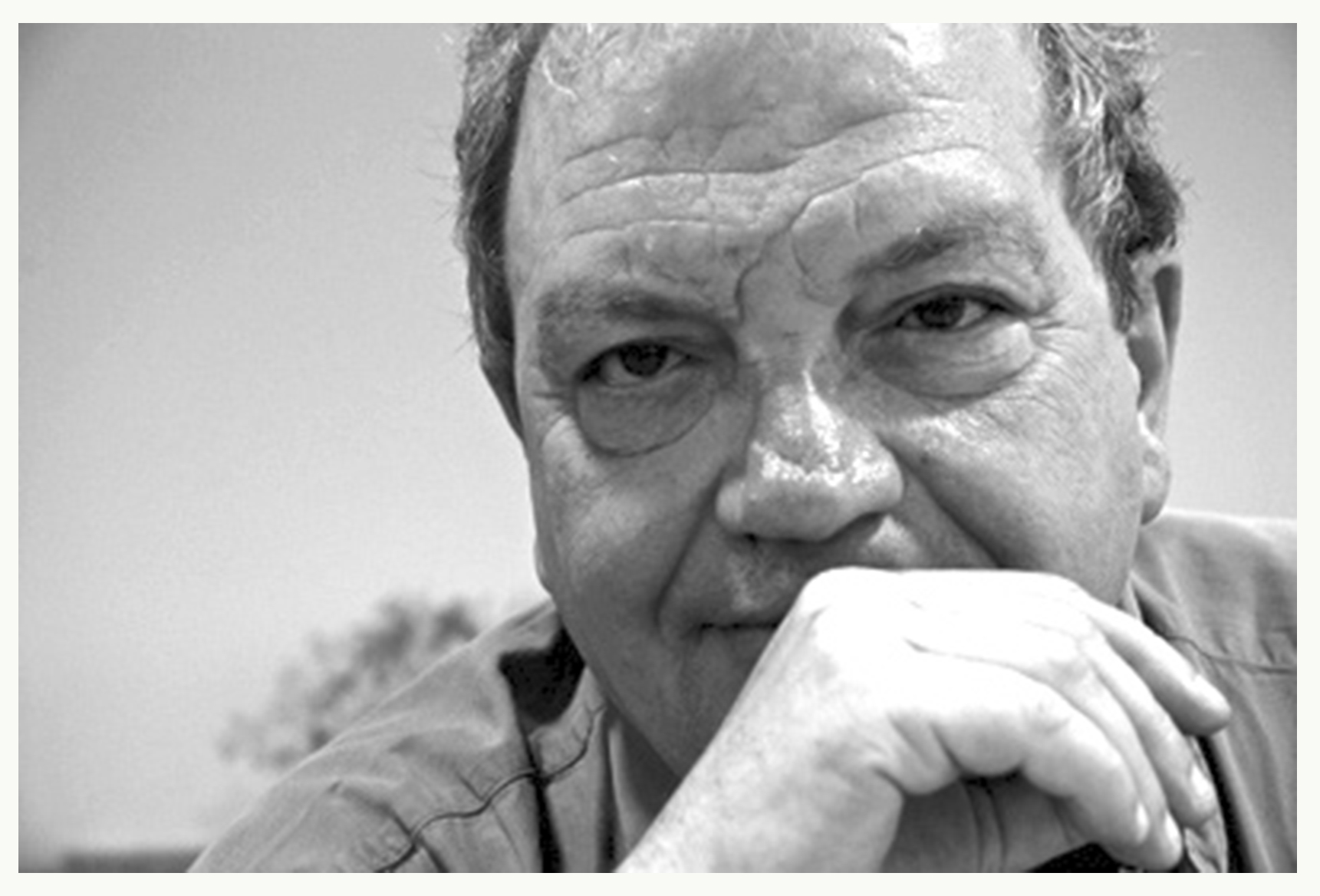
Mathieu Bénézet.

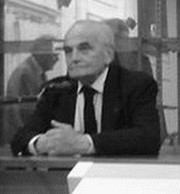
Michel Déon.

- Francis Ponge (traduction en langue anglaise d'Annette Michelson), Pour Olivier Debré, 2 lithographies originales d'Olivier Debré, 33 exemplaires numérotés, colophon signé par l'auteur et par l'artiste, Galerie Knoedler, 1963.
- Édith Boissonnas, Joan Brossa, Jean-Pierre Faye, John Keats, André Pieyre de Mandiargues et Jean Paulhan, Paroles peintes IV, gravures d'Olivier Debré, Antoni Tàpies, Pierre Tal Coat, Alan Reynolds (en), Roberto Matta, Philippe Lepatre et Henry Moore, édition originale présentée sous forme de feuilles flottantes, 228 exemplaires numérotés, Éditions O. Lazar-Vernet, 1970.
- Pierre Torreilles, Pratique de la poésie, une eau-forte originale d'Olivier Debré, Fata Morgana, 1977.
- Pierre Torreilles, Toutes les aubes conjuguées, 3 gravures signées et justifiées par Olivier Debré, colophon signé par l'artiste, 80 exemplaires numérotés, Thierry Bouchard, 1978.
- James Sacré, Quelque chose de mal raconté, une gravure originale d'Olivier Debré, André Dimanche, Marqseille, 1981.
- Jean-Clarence Lambert, Mu-Tei, 13 lithographies originales d'Olivier Debré, Éditions Le Limitrope, 1982.
- Djuna Barnes, Aux Abysses suivi de La Colombe, couverture illustrée par Olivier Debré, Éditions Ryôan-ji/ André Dimanche, 1984.
- Claude Margat, Regard dedans, frontispice d'Olivier Debré, 33 exemplaires numérotés (3 avec peinture originale, 30 avec gravure originale), Éditions Unes, 1984.
- Bernard Noël, Le livre de l'oubli, 8 eaux-fortes d'Olivier Debré, 121 exemplaires numérotés, André Dimanche éditeur, 1985.
- Franck André Jamme, Pour les simples, une gravure originale par Olivier Debré, Fata Morgana, 1987.
- Ouvrage collectif, El Tretze Vents, peintures originales et estampes par Olivier Debré, Jean Degottex, Antonio Saura, Antoni Tapies…, 85 exemplaires numérotés, Éditions du Musée de Céret, 1987.
- Patrice Huerre, Perocco le perroquet, illustrations d'Olivier Debré, L'École des loisirs, 1989.
- Edmond Jabès, Bâtir à chaux et à sable, 14 eaux-fortes et aquatintes d'Olivier Debré, 150 exemplaires numérotés, Cercle parisien du livre, 1989.
- Michel-Ange, Lettres familières, pointe-sèche d'Olivier Debré en 50 exemplaires numérotés et signés, L'Échoppe, Caen, 1989.
- Bernard Vargaftig, VOICI ou un souffle à travers "Journal du regard" de Bernard Noël, 315 exemplaires numérotés (15 exemplaires avec un lavis original, 300 exemplaires avec 3 reproductions de lavis d'Olivier Debré), coll. « Voix de chants », Æencrages & Co, Baume-les-Dames, 1990.
- Michel Butor, Sous le soleil noir, feuillets mobiles, Zoé Christiani éditeur, 1991.
- Mathieu Bénézet, Bernard Noël et Bernard Vargaftig, Trois états du toi, poèmes accompagnés de 9 lithographies originales d'Olivier Debré, 130 exemplaires numérotés, Éditions La Sétérée/ Jacques Clerc, 1992.
- Paul Valéry (présentation de Michel Decaudin), Poésies, 50 illustrations d'Olivier Debré, 900 exemplaires numérotés, Imprimerie nationale, 1992.
- Dominique Grandmont, Demain, fruit du sommeil, poème (fac-similé de manuscrit) sur 32 feuillets pliés en accordéon, reproduction de peinture d'Olivier Debré au recto, Les petits classiques du grand pirate, 1995.
- Eugène Guillevic, Ciels du quotidien, 3 eaux-fortes originales par Olivier Debré, Julius Baltazar et Roger Bertèmes, 60 exemplaires numérotés (les 12 premiers enrichis d'un dessin original à l'encre de Chine de chacun des 3 artistes), André Biren, Paris, 1996.
- Julien Gracq, Les eaux étroites, 8 eaux-fortes d'Olivier Debré, 180 exemplaires numérotés, Les Pharmaciens bibliophiles, 1997.
- Michel Déon, Avant-jour, 4 eaux-fortes et aquatintes d'Olivier Debré, 57 exemplaires numérotés, les 12 premiers enrichis d'un lavis original en frontispice, colophon signé par l'auteur et par l'artiste, Biren, Paris, 1998.
- Georges-Emmanuel Clancier, Est-ce un adieu ? On a tenu, édition originale des paroles d'adieu prononcées lors des obsèques d'Eugène Guillevic le 25 mars 1997, 2 gravures originales hors texte par Olivier Debré et Julius Baltazar, 65 exemplaires numérotés, Éditions Alain Pirol, Montréal, 1999.
- L'Ecclésiaste - Un temps pour tout (traduction de l'Hébreu d'Ernest Renan), 8 eaux-fortes et une lithographie originale d'Olivier Debré, 210 exemplaires numérotés, Les Amis du livre, Paris, 1999.

### Écrits
- Impressions de voyage, galerie Ariel, 1973.
- Bernard Noël et Olivier Debré (entretiens avec Jean-Yves Bosseur et Michel Archimbaud, Le rideau de la Comédie-Française, Librairie Séguier/ Garamont-Archimbaud, 1987.
- L'Espace et le comportement, coll. « Envois », L'échoppe, 1990.
- La Marche de Mme Ouvrard, 1996.
- Couleurs et mots, Éditions du Cherche Midi, 1996.
- L'Œuf dans le chocolat, 1997.
- Espace pensé, espace créé, coll. « Documents », Éditions du Cherche Midi, 1999.

## Hommages

### Prix
- Premier prix de la Biennale de Menton, 1964[20].
- Premier prix artistique international, Conseil des arts du Pays de Galles (en).

### Philatélie
- Les Postes françaises ont émis le 19 avril 1993 le timbre-poste - Europa - « Rouge rythme bleu » - Olivier Debré, d'une valeur faciale de 2,50 FF et reproduisant la toile ainsi désignée[95].

### Voirie
- Le nom d'Olivier Debré a été donné à une rue des villes de Tours et de Vannes.

## Élèves
- Bertille de Baudinière
- Bruno Edan

#### Sur Olivier Debré
- Dora Vallier, « Olivier Debré », Cahiers d'art, juin 1960.
- Pierre Courthion, Debré, Le Musée de poche, 1967.
- Julien Alvard (en), Pierre Courthion et Francis Ponge, Olivier Debré, éditions du musée Galliera, 1968.
- Roger van Gindertael, Georges Badin et Robert Marteau (préface de René Le Bihan), Debré, éditions du Musée de Brest, 1969.
- Jacques Michel, « L'espace moderne d'Olivier Debré », Le Monde, 27 novembre 1969.
- Pierre Paret, « Olivier Debré, peintre de la sensation colorée », Vie des arts, no 59, été 1970 (consulter en ligne).
- André Parinaud, « Olivier Debré », Galerie des arts, no 94, 1970.
- Daniel Abadie et Claude Fournet, Olivier Debré - Dessins, sculptures, 1941-1974, Cahiers théoriques de l'abbaye Sainte-Croix, Les Sables-d'Olonne, no 6, mai 1974.
- Pierre Courthion, Olivier Debré ou la peinture signifiante, XXe siècle, 1974.
- Bernard Ceysson et Marcelin Pleynet, Olivier Debré, musée d'Art et d'Industrie/maison de la culture, Saint-Étienne, 1975.
- Gaston Diehl et Daniel Abadie, Olivier Debré or the schism of reality, Welsh Arts Council & British Council, Cardiff et Londres, 1977.
- Henry Galy-Carles, « Olivier Debré ou l'espace cosmique », Coloquio Artes, no 52, mars 1982, pp. 50-57.
- Bernard Noël, Debré, Flammarion, 1984.
- Bernard Ceysson, Olivier Debré, éditions du musée de Brou, Bourg-en-Bresse, 1985.
- Bernard Noël, Olivier Debré, éditions du musée d'Art et d'Histoire de Metz, 1986.
- Bruno Foucart, Olivier Debré, éditions du centre culturel de Boulogne-Billancourt, 1988.
- Michel Faucher, Cécile Roca et Éric Verrier, Debré Passeport, Éditions Fragments, Colombes, 1989.
- Bernard Noël, Debré - Dessins, 1945-1960, éditions du musée d'Art et d'Histoire de Saint-Denis, 1990.
- Jean-Clarence Lambert, Olivier Debré - Trente-six eaux-fortes, éditions Lacourière-Frélaut, 1990.
- Gilbert Lascault, Douze notes sur les peintures d'Olivier Debré, Artstudio, Paris, été 1990.
- Bernard Noël, "Olivier Debré à deux voix", Opus international n° 122, Paris, novembre 1990.
- Pierre Cabanne, Debré, éditions Cercle d'art, 1991 (présentation en ligne).
- Haaken A. Christensen, Debré et Laerdal, Dreyer's vorlag/Flammarion, 1991.
- Jean-Jacques Lévêque, Olivier Debré en l'hôtel de la Monnaie, Nouvelle vision, 1991.
- Emmanuel Pernoud, Olivier Debré - Les estampes et les livres illustrés, 1945-1991, Publications de la Sorbonne, 1993 (consulter en ligne).
- Jean-François Mozziconacci, Philippe Dagen et Dominique Boudou, Olivier Debré, éditions des musées de Montbéliard, 1993.
- Achille Bonito Oliva, Georges Duby, Andreas Franzke et Ann Hardy, Olivier Debré, éditions de la Galerie nationale du Jeu de Paume, 1995.
- Gérard Xuriguera, Olivier Debré, éditions de l'Espace Riquet, Béziers, 1999.
- Haaken Christensen (en), Debré et la Norvège, coll. « Épisode », Fragments, 2000 (présentation en ligne).
- Jean Ristat, Olivier Debré, le théâtre de la peinture - Debré à Shanghai, Fragments, 2000 (présentation en ligne).
- Michel Butor, Dix regards sur l'atelier désert d'Olivier Debré, Ides et Calendes, 2001.
- Gérard de Cortanze, « Olivier Debré, l'atelier dans la nature », chapitre du livre L'Atelier intime, éditions du Rocher, 2006 (consulter en ligne).
- Éric de Chassey et Lydia Harambourg, Olivier Debré, coll. « Art », Expressions contemporaines, 2007.
- Patrice Debré, Les Ateliers d'Olivier Debré, La Guêpine, 2018 (présentation en ligne).
- Atelier Bernard Noël, Les signes d'Olivier Debré, 2020.

#### Sur la famille Debré
- Patrice Debré, Robert Debré, une vocation française, Odile Jacob, 2018 (consulter en ligne).
- Jean-Louis Debré, Une affaire de famille, Robert Laffont, 2019.

#### Ouvrages généraux (période, mouvement, etc.)
- Pierre Courthion (couverture d'Olivier Debré), Art indépendant - Panorama international de 1900 à nos jours, Albin Michel, 1958.
- Guy Weelen, La Jeune École de Paris, Le Musée de poche, 1958.
- Raymond Nacenta, The School of Paris - The painters and the artistic climate of Paris since 1910, Oldbourne Press, Londres, 1960.
- Jean Grenier, Entretiens avec dix-sept peintres non-figuratifs, Calmann-Lévy, 1967.
- Pierre Mazars, Jean-Marie Dunoyer et Jean Selz, L'Année de la peinture, Calmann-Lévy, 1979.
- Gérard Xuriguera, Regard sur la peinture contemporaine - La création picturale de 1945 à nos jours, Arted, 1983.
- Gérard Xuriguera, Les Années 50 - Peinture, sculpture, témoignages, Arted, 1984.
- Françoise Woimant, Marie-Cécile Miessner et Anne Mœglin-Delcroix, De Bonnard à Baselitz - Estampes et livres d'artistes, B.N.F., 1992.
- Patrick-F. Barrer, L'Histoire du Salon d'automne de 1903 à nos jours, Arts et Images du Monde, 1992.
- François Béalu, Cinq graveurs contemporains - Eduardo Chillida, Olivier Debré, André Marfaing, Martin Müller-Reinhart, Gérard Titus-Carmel, Les Ateliers d'art/ Offrice départemental de développement culturel des Côtes-d-Armor, 1995.
- Marc Donnadieu, Gestes, signes, traces, espaces - Figures de la peinture moderne française dans les collections publiques françaises, éditions du Musée d'art moderne André-Malraux, Le Havre, 2007.
- Georges Roques, Claire Maingeon et Lydia Harambourg, De l'impressionnisme à l'abstraction - Une immersion dans la peinture, éditions du Musée des Beaux-Arts de Saint-Lô, 2013.

#### Dictionnaires, encyclopédies, guides
- Les Muses, encyclopédie des arts, vol. 6, Grange-Batelière, 1971.
- Pierre Cabanne, L'Art du vingtième siècle, Éditions Aimery Somogy, Paris, 1982.
- Gérald Schurr, Le Guidargus de la peinture, Les Éditions de l'Amateur, 1996.
- Emmanuel Bénézit, Dictionnaire des peintres, sculpteurs, dessinateurs et graveurs, vol.4, Gründ, 1999.
- Jean-Pierre Delarge, Dictionnaire des arts plastiques modernes et contemporains, Gründ, 2001.
- Lydia Harambourg, L'École de Paris, 1945-1965 - Dictionnaire des peintres, Ides et calendes, 1993 (consulter en ligne).

### Filmographie
- Marc Bonnet et Sylvie Carlier, Legato, documentaire sur le ballet Signes, 1977 (visionner en ligne, durée : 23 min 37 s).
- Michel Dieuzaide, Olivier Debré - Le rideau français (durée : 45 min).
- Claudio Francia, Olivier Debré - Chronique d'une abstraction, Productions Claudio Francia, 1996.

### Radiophonie
- Jacques Chancel, « Entretien avec Olivier Debré », Radioscopie, France Inter, 10 mars 1976.
- Entretiens avec Jean-Pascal Léger, France Culture, 21, 22, 23, 24 et 25 mars 1977.
- « Entretien avec Olivier Debré », Le bon plaisir, France Culture, 1er juillet 1995.
- À voix nue, cinq entretiens avec Bernard Noël, France Culture, 1er, 2, 3, 4 et 5 mars 1993.